# Canton Appenzello Esterno

Logo

Il Canton Appenzello Esterno (in tedesco Appenzell Ausserrhoden; in francese: Appenzell Rhodes-Extérieures; in romancio: Appenzell dador; in svizzero tedesco Appezäll Osserode) è un semicantone della Svizzera. La sede del governo e del parlamento cantonale è a Herisau, l'autorità giudiziaria è a Trogen. L'Appenzello Esterno si trova nel nord-est della Svizzera, confina con il Canton San Gallo (distretti di Toggenburg, di Wil, di San Gallo, di Rorschach e di Rheintal) e con il Canton Appenzello Interno. La sua superficie è di 243 km² e la popolazione è, al 2023, di 56'495 abitanti.
Il Canton Appenzello Esterno era diviso in tre distretti (ora aboliti): Hinterland (13'604 ettari), Mittelland (6'031 ettari), e Vorderland (4'648 ettari).

## Geografia fisica

### Orografia

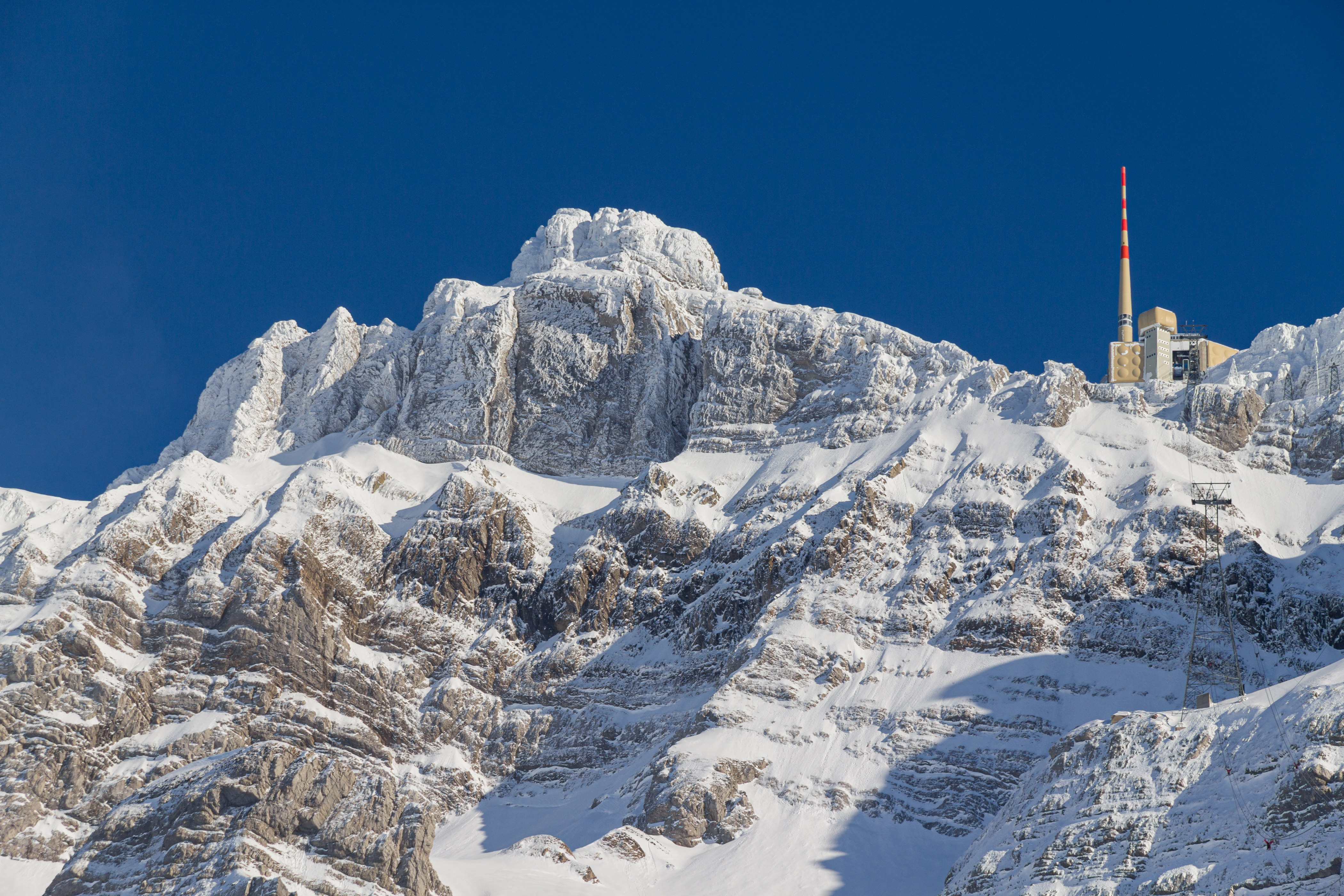
Vista del Säntis in inverno

L'Appenzello Esterno racchiude nei suoi confini parte delle Prealpi di Appenzello e di San Gallo, presenti nell'Hinterland e nel Mittelland. La montagna più alta è il Säntis (2'502 m s.l.m.), nel comune di Hundwil ai confini di Appenzello Esterno, Appenzello Interno e San Gallo. Sempre a Hundwil, altre montagne che confinano con San Gallo sono il Grauchopf (2216 m s.l.m.) e il Grenzchopf (2193 m s.l.m.), mentre il Girenspitz (2446 m s.l.m.) confina con Appenzello Interno. Altre vette rilevanti nell'Hinterland sono l'Hoch Petersalp (1589 m s.l.m.), l'Hochalp (1530 m s.l.m.), lo Spicher (1530 m s.l.m.), lo Spitzli (1519 m s.l.m.), l'Hundwiler Höhi (1315 m s.l.m.) e l'Hochhamm (1275 m s.l.m.). Nel Mittelland, specialmente nei pressi di Gais, si trovano il Gäbris (1250 m s.l.m.), il Kellersegg (1194 m s.l.m.) e il Sommersberg (1178 m s.l.m.).
Le montagne sono caratterizzati da strati rocciosi inclinati, con ripide creste che scorrono in direzione sudovest-nordest e che coprono l'intero Appenzello. Nella stessa direzione scorrono dei solchi vallivi, in particolare un solco esterno che partendo da Uznach percorre St. Peterzell, Schönengrund, Waldstatt, Teufen, Speicher e Heiden fino a Oberegg e Reute, e un solco interno che partendo da Hemberg e Urnäsch percorre Wissbach-Gontental e Gais fino ad arrivare a Altstätten.
Altri paesaggi sono stati modellati dagli antichi ghiacciai della regione, fra cui il ghiacciaio del Reno e i ghiacciai locali del Sitter, Urnäsch, Luteren e Thur. Formatisi durante l'ultima era glaciale, all'incirca 24 000 anni fa, si sono fusi tra 18 000 e 12 000 anni fa. Tali ghiacciai hanno allargato i solchi vallivi e formato bacini e conche a Gais, Urnäsch, Heiden, Bühler e Schönengrund. L'apporto dei fiumi nella formazione del paesaggio di Appenzello Esterno è stato invece più limitato, scavando in profondità e contribuendo alla formazione di valli e al trasporto di detriti.

### Geologia
In Appenzello Esterno esistono due tipi principali di depositi rocciosi: le rocce solide del sottosuolo e, meno frequenti, depositi di rocce sciolte.

#### Rocce solide
Le rocce solide, parte delle Prealpi Appenzellesi, sono composte principalmente da molasse, tra cui Nagelfluh, arenaria e marna. Tali tre tipi di rocce si alternano in più strati.
Il Nagelfluh è composto da vari conglomerati, originari delle Alpi e trasportati da corsi d'acqua ormai scomparsi. Nell'arco di milioni di anni, la pressione ha creato blocchi unici di roccia solida. Tra i componenti del Nagelfluh spiccano calcari o dolomia di colore grigio chiaro/scuro, calcari sabbiosi o marnosi giallastri o brunastri, calcari silicei grigio-neri, verrucani rossastri, e radiolariti rosse.
Le arenarie, diffuse in Appenzello centrale, settentrionale e orientale, sono formate da accumuli di sabbia trasportati da fiumi non più esistenti. Le tipologie di arenarie più comuni sono l'arenaria Appenzellese, l'arenaria d'Ebnat e l'arenaria di St.-Margrethen.
Le marne sono rocce a grana fine costituite principalmente da argilla, assieme a fango e lino, di colore grigio o giallo-rossastro. Sono presenti nella fascia di Kubel-Dreilinden-Rorschach, nella valle di Wissbach, nella valle di Luteren, sulla base dell'Alpstein e dello Stockberg.

#### Rocce sciolte
Le rocce sciolte sono meno presenti nella regione di Appenzello rispetto alle rocce solide. La conche e i bacini dove sono più presenti sono quelli di Urnäsch, Gais, Bühler e Heiden, oltre a alcune aree pianeggianti a Waldstatt, Hundwil, Teufen, Speicher e Grub. Fra i tipi rocce sciolte vi sono morene, ghiaie, depositi lacustri e altre masse di detriti. Alcuni dei depositi lacustri in Appenzello Esterno si trovano nella valle dell'Urnäsch, vicino a Burg, a nord di Hundwil, vicino a Steblen (comune di Herisau), nei bacini di Gais e di Heiden. Alcuni coni o ventagli di detriti si trovano nei bacini di Urnäsch, Schönengrund e Gais.

### Idrografia
I corsi d'acqua dell'Appenzello Esterno possono essere suddivisi in sette bacini d'utenza, ovvero Necker, Glatt, Urnäsch, Sitter, Goldach, Steinach, e il Canale interno del Rheintal (Rheintaler Binnenkanal). I primi cinque corrispondono ai principali fiumi del cantone, mentre lo Steinach si trova ai confini del Canton San Gallo e il Canale interno del Rheintal è una rete di canali artificiali anch'esso situato nel Canton San Gallo.

### Clima

#### Valori medi
Non vi sono stazioni meteorogiche di rilevamento all'interno del cantone, con l'eccezione delle precipitazioni. I valori mancanti provengono dalla vicina stazione di San Gallo.
| Stazione di San Gallo (1991-2020) | Mesi | Mesi | Mesi | Mesi | Mesi | Mesi | Mesi | Mesi | Mesi | Mesi | Mesi | Mesi | Stagioni | Stagioni | Stagioni | Stagioni | Anno  |
| Stazione di San Gallo (1991-2020) | Gen  | Feb  | Mar  | Apr  | Mag  | Giu  | Lug  | Ago  | Set  | Ott  | Nov  | Dic  | Inv      | Pri      | Est      | Aut      | Anno  |
| --------------------------------- | ---- | ---- | ---- | ---- | ---- | ---- | ---- | ---- | ---- | ---- | ---- | ---- | -------- | -------- | -------- | -------- | ----- |
| T. max. media (°C)                | 2,9  | 3,8  | 7,9  | 12,2 | 16,5 | 19,9 | 21,7 | 21,3 | 16,8 | 12,4 | 7,0  | 3,9  | 3,5      | 12,2     | 21,0     | 12,1     | 12,2  |
| T. media (°C)                     | 0,2  | 0,8  | 4,4  | 8,1  | 12,2 | 15,7 | 17,5 | 17,2 | 13,1 | 9,2  | 4,3  | 1,3  | 0,8      | 8,2      | 16,8     | 8,9      | 8,7   |
| T. min. media (°C)                | −2,3 | −2,0 | 1,0  | 4,2  | 8,2  | 11,8 | 13,6 | 13,6 | 9,9  | 6,3  | 1,6  | −1,6 | −2,0     | 4,5      | 13,0     | 5,9      | 5,4   |
| Giorni di calura (Tmax ≥ 30 °C)   | 0,0  | 0,0  | 0,0  | 0,0  | 0,0  | 0,3  | 0,6  | 0,4  | 0,0  | 0,0  | 0,0  | 0,0  | 0,0      | 0,0      | 1,3      | 0,0      | 1,3   |
| Giorni di gelo (Tmin ≤ 0 °C)      | 21,0 | 17,8 | 12,3 | 5,1  | 0,2  | 0,0  | 0,0  | 0,0  | 0,1  | 1,5  | 9,9  | 19,6 | 58,4     | 17,6     | 0,0      | 11,5     | 87,5  |
| Giorni di ghiaccio (Tmax ≤ 0 °C)  | 10,0 | 7,6  | 2,1  | 0,2  | 0,0  | 0,0  | 0,0  | 0,0  | 0,0  | 0,1  | 2,7  | 8,1  | 25,7     | 2,3      | 0,0      | 2,8      | 30,8  |
| Ore di soleggiamento mensili      | 57   | 79   | 132  | 168  | 186  | 200  | 227  | 209  | 154  | 101  | 59   | 48   | 184      | 486      | 636      | 314      | 1 620 |
| Tensione di vapore (hPa)          | 5,0  | 5,0  | 6,0  | 7,3  | 10,0 | 12,8 | 14,2 | 14,5 | 12,0 | 9,5  | 6,8  | 5,4  | 5,1      | 7,8      | 13,8     | 9,4      | 9,0   |
| Vento (direzione-m/s)             | 2,1  | 2,2  | 2,4  | 2,3  | 2,2  | 2,1  | 2,1  | 1,9  | 1,8  | 1,8  | 1,9  | 2,1  | 2,1      | 2,3      | 2,0      | 1,8      | 2,1   |

| Stazione di Herisau (1991-2020) | Mesi | Mesi | Mesi | Mesi | Mesi | Mesi | Mesi | Mesi | Mesi | Mesi | Mesi | Mesi | Stagioni | Stagioni | Stagioni | Stagioni | Anno  |
| Stazione di Herisau (1991-2020) | Gen  | Feb  | Mar  | Apr  | Mag  | Giu  | Lug  | Ago  | Set  | Ott  | Nov  | Dic  | Inv      | Pri      | Est      | Aut      | Anno  |
| ------------------------------- | ---- | ---- | ---- | ---- | ---- | ---- | ---- | ---- | ---- | ---- | ---- | ---- | -------- | -------- | -------- | -------- | ----- |
| Precipitazioni (mm)             | 78   | 73   | 94   | 96   | 146  | 166  | 168  | 161  | 120  | 97   | 89   | 99   | 250      | 336      | 495      | 306      | 1 387 |
| Giorni di pioggia               | 11,5 | 10,6 | 12,0 | 11,3 | 12,9 | 14,0 | 13,4 | 13,3 | 11,2 | 10,6 | 10,6 | 13,3 | 35,4     | 36,2     | 40,7     | 32,4     | 144,7 |

| Stazione di Urnäsch (1991-2020) | Mesi | Mesi | Mesi | Mesi | Mesi | Mesi | Mesi | Mesi | Mesi | Mesi | Mesi | Mesi | Stagioni | Stagioni | Stagioni | Stagioni | Anno  |
| Stazione di Urnäsch (1991-2020) | Gen  | Feb  | Mar  | Apr  | Mag  | Giu  | Lug  | Ago  | Set  | Ott  | Nov  | Dic  | Inv      | Pri      | Est      | Aut      | Anno  |
| ------------------------------- | ---- | ---- | ---- | ---- | ---- | ---- | ---- | ---- | ---- | ---- | ---- | ---- | -------- | -------- | -------- | -------- | ----- |
| Precipitazioni (mm)             | 117  | 110  | 136  | 129  | 191  | 193  | 202  | 206  | 149  | 121  | 121  | 142  | 369      | 456      | 601      | 391      | 1 817 |
| Giorni di pioggia               | 12,3 | 11,3 | 13,4 | 11,9 | 14,5 | 14,9 | 14,0 | 13,5 | 11,7 | 10,8 | 11,3 | 14,0 | 37,6     | 39,8     | 42,4     | 33,8     | 153,6 |

#### Cambiamento climatico
L'Ufficio federale di meteorologia e climatologia MeteoSvizzera prevede che, in assenza di misure di protezione del clima (scenario RCP8.5), rispetto al periodo 1981-2010 la temperatura annuale media in Appenzello Esterno aumenterà tra 0,9 e 1,9 °C nel 2035, tra 2,1 e 3,3 °C nel 2060 e tra 3,3 e 5,5 °C nel 2085, mentre nel 2085 le precipitazioni medie estive potranno variare da -37,4 a -6,8 mm al giorno e quelle invernali da +0,6 a +36,3 mm al giorno.

## Ambiente
Il cantone include diverse aree protette, tra cui 1 paesaggio, sito o monumento naturale, 1 zona palustre, 16 paludi basse, 18 torbiere alte, 1 zona golenale, 2 prati e pascoli secchi, 1 bandita di caccia e 4 siti di riproduzione degli anfibi, di cui 3 fissi e 1 mobile.
In particolare, attorno al Säntis si trova un paesaggio di importanza nazionale, il Säntisgebiet (Regione del Säntis), dove si trovano rari tipi di muschi come il Dicranodontium uncinatum e piante rare come la scarpetta di Venere, il viticcino estivo, la draba di Berna e la calcatreppola alpina. Sono anche presenti specie animali minacciate o vulnerabili in Svizzera come la farfalla Boloria aquilonaris e la falena Zygaena osterodensis, il gallo cedrone e il merlo dal collare.

## Storia
Il nome Appenzello, originariamente riferito all'omonima città, deriva dal termine Abbacella, menzionato per la prima volta nel 1071 e composto dai termini dell'alto tedesco antico abbat e cella. Tale termine designava una curtis dell'abate di San Gallo. Il termine Ausserrhoden fa invece riferimento alle rhode esterne dell'originario Canton Appenzello che si separarono per formare il nuovo cantone.
La colonizzazione alemanna dell'Appenzello iniziò presumibilmente solo nell'VIII secolo. Le prime testimonianze scritte degli insediamenti del cantone provengono dagli atti del monastero di San Gallo risalenti all'VIII-XI secolo. Infatti l'abbazia di San Gallo detenne diritti fondiari ad Appenzello forse già a partire dal 719 circa, e tramite l'acquisizione di numerosi diritti fondiari, di giurisdizione, ecclesiastici e sulle persone, riuscì ad affermare la propria sovranità su gran parte del territorio appenzellese. La sovranità abbaziale terminò di fatto con gli arbitrati federali che nel 1429 posero fine alle guerre di Appenzello. Il cantone fu testimone di diverse battaglie, tra cui la battaglia di Vögelinsegg (1403) e la Battaglia dello Stoss (1405).

Dettaglio dei cantoni di Appenzello Esterno e Appenzello Interno in una mappa del XVII secolo

Nel 1513 l'Appenzello si unisce alla Confederazione Svizzera come 13º cantone. Nel 1597 il cantone venne diviso in due per ragioni religiose: da una parte l'Appenzello Esterno (Protestante) e dall'altra l'Appenzello Interno (cattolico). Poco tempo dopo, durante il cosiddetto affare Tanner, alla popolazione cattolica venne imposto di convertirsi o di lasciare il cantone. In virtù della sua posizione centrale, Trogen divenne la capitale del cantone, ruolo che perderà solo nel 1876 a favore di Herisau.
La storia del cantone è caratterizzata dai conflitti politici tra le Rhoden a destra e a sinistra del fiume Sitter, cosa che portò dal XVII al XIX all'istituzione di un "doppio regime", in cui tutte le principali cariche cantonali vennero occupate contemporaneamente da due titolari che si alternavano nell'esercizio delle funzioni e in cui le due regioni nominavano ognuna un proprio Piccolo Consiglio. Negli anni 1730 scoppiò un duro conflitto, noto come Landhandel, tra le fazioni politiche dei "moderati", legati ai vecchi sistemi di governo, e dei "duri", che rivendicavano maggiore democrazia e trasparenza delle istituzioni. Anche se la fazione dei "duri" riuscì alla fine a prevalere, il cantone mantenne comunque elementi oligarchici accanto a altri affini ai sistemi democratici. Il potere politico era concentrato nelle mani di poche famiglie che spesso si tramandarono le cariche pubbliche per generazioni.
Con la caduta della Vecchia Confederazione e l'istituzione della Repubblica Elvetica imposta dalla Francia, tra il 1798 e il 1803 Appenzello Esterno fece parte del Canton Säntis assieme a Appenzello Interno e i territori di San Gallo. Anche in questo caso emersero le storiche divergenze interne: nel 1798 la Landsgemeinde a sinistra della Sitter si pronunciò per la Costituzione elvetica, mentre la Landsgemeinde a destra del fiume confermò la propria fedeltà alla vecchia forma istituzionale. Le autorità conservatrici furono costrette a fuggire e la fazione rivoluzionaria, proveniente soprattutto dal distretto dell'Hinterland, prese il potere. Gli oneri militari, il deterioramento del clima politico e delle condizioni di vita fecero tuttavia sì che nell'agosto del 1802 i sostenitori del vecchio ordinamento ritornassero al comando.
A seguito dell'Atto di mediazione del 1803 la restaurazione del vecchio regime fu accompagnata da tendenze riformatrici, con importanti riforme in campo scolastico, militare, stradale, monetario e sanitario. Contemporaneamente, tra la popolazione venne a crearsi un movimento a favore di una Costituzione, che venne effettivamente varata nel 1834 con varie revisioni successive che ampliarono i diritti fondamentali e sancirono la separazione dei poteri e i legami tra Stato e Chiesa. In questo periodo vi fu anche un rinnovato interesse per la politica federale da parte della popolazione e delle autorità cantonali. Nella guerra del Sonderbund del 1847 le truppe di Appenzello Esterno combatterono nell'esercito federale.

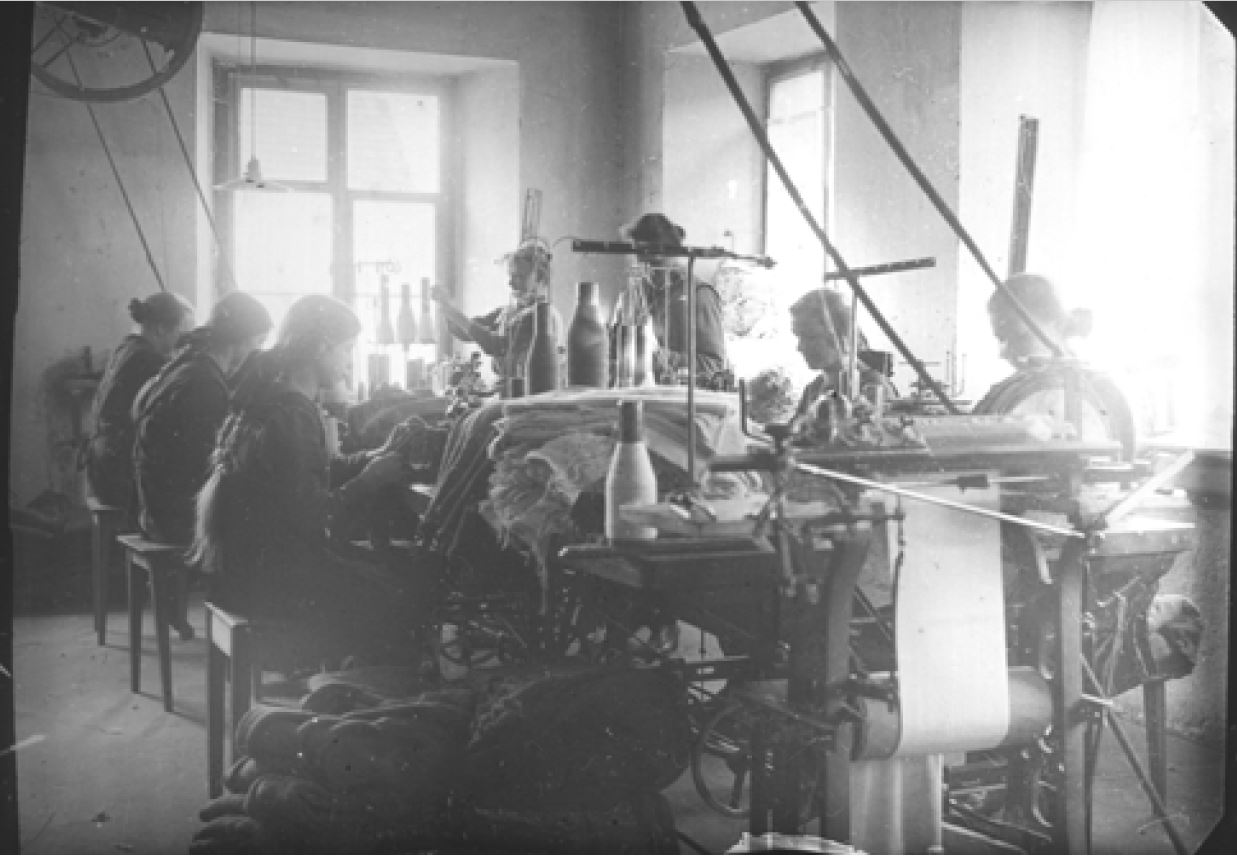
Foto di un maglificio a Urnäsch del 1922

A partire dal XVI secolo venne stabilita, poco alla volta, la produzione di lino. Imprese tessili sempre più grandi si svilupparono, diversificando in seguito l'attività in filatura e ricami. L'industria tessile collassò tra il 1920 e il 1939. La costruzione di numerose linee ferroviarie tra il 1875 e il 1913 aiutò l'industria locale e la popolazione crebbe fino a un massimo di 57 973 persone nel 1910 (comparate alle 53 200 del 2001).
Nel 1934, Johannes Baumann fu il primo cittadino dell'Appenzello Esterno a diventare Consigliere Federale. Il diritto di voto per le donne venne introdotto nel 1972 a livello locale, ma solo nel 1989 a livello cantonale. Nel 1994, per la prima volta, due donne vennero elette nel governo. L'assemblea pubblica (Landsgemeinde) venne abolita nel 1997.

## Stemma e simboli

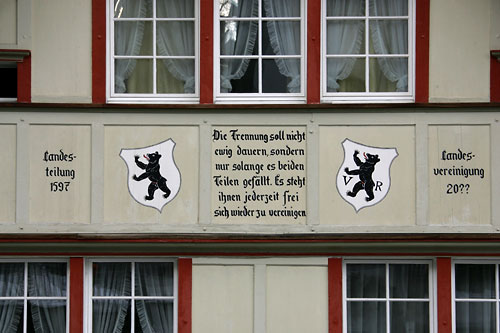
Immagine murale a Trogen che mostra gli stemmi dei cantoni di Appenzello Interno (sinistra) e Appenzello Esterno (destra)

Lo stemma del cantone è composto da una immagine di un orso in piedi e ai due lati le lettere "V" e "R". Il simbolo dell'orso, utilizzato anche dal precedente Canton Appenzello e dalla città di San Gallo, risale almeno al 1403 e si riferisce alla leggenda dell'incontro di San Gallo con un orso, che il santo avrebbe ammansito e allontanato. Secondo la tradizione locale, lo stesso orso sarebbe stato rivisto nei territori appenzellesi e quindi adottato a sua volta come simbolo del cantone, a testimonianza dei legami culturali con la città di San Gallo. Le lettere "V" e "R" stanno invece a significare Ussere Rhoden, ossia "rhode esterne", in modo da distinguere lo stemma da quello del Canton Appenzello Interno, identico a quello del vecchio cantone. L'orso viene utilizzato anche in molti stemmi comunali.

## Società

### Evoluzione demografica

#### Popolazione
Al 2023 i residenti permanenti in Appenzello Esterno erano 56 495, il numero più alto dal 1920, di cui 28 438 uomini (50,34%) e 28 057 donne (49,66%). La popolazione è aumentata costantemente dal 1850 al 1910, per poi calare fino al 1940, mantenendosi pressoché stabile fino al 1980 quando ha iniziato di nuovo a crescere. Nel periodo 1980-2020 tale crescita è dovuta in buona parte al tasso netto di migrazione positivo, pur registrandosi anche un tasso d'incremento naturale della popolazione positivo. In termini di densità di popolazione con 232,6 abitanti per km² nel 2023, valore leggermente al di sopra della media svizzera, Appenzello Esterno si collocava al 14º posto tra tutti i cantoni.
Con l'eccezione di Herisau, che è anche il comune più densamente popolato, nel 2021 i comuni di Appenzello Esterno avevano dimensioni inferiori ai 10 000 abitanti. In quell'anno i cinque comuni più popolosi erano Herisau (15 679 abitanti), Teufen (6 429 abitanti), Speicher (4 425 abitanti), Heiden (4 227 abitanti) e Gais (3 098 abitanti).
Secondo le previsioni dell'Ufficio federale di statistica, dal 2020 al 2050 la popolazione residente permanente dovrebbe raggiungere le 63 000 unità (+13%), ma a seconda degli scenari e delle ipotesi utilizzate tale valore potrebbe oscillare dalle 59 000 alle 66 000 unità. In particolare, secondo lo scenario di base gli adulti in età lavorativa (dai 20 ai 64 anni) dovrebbero passare da 33 000 a 34 000 (+2%), i bambini e adolescenti da 0 a 19 anni da 11 000 a 14 000 (+24%), e le persone sopra i 64 anni da 11 000 a 15 000 (+31%).
Evoluzione della popolazione permanente di Appenzello Esterno

#### Nuclei familiari

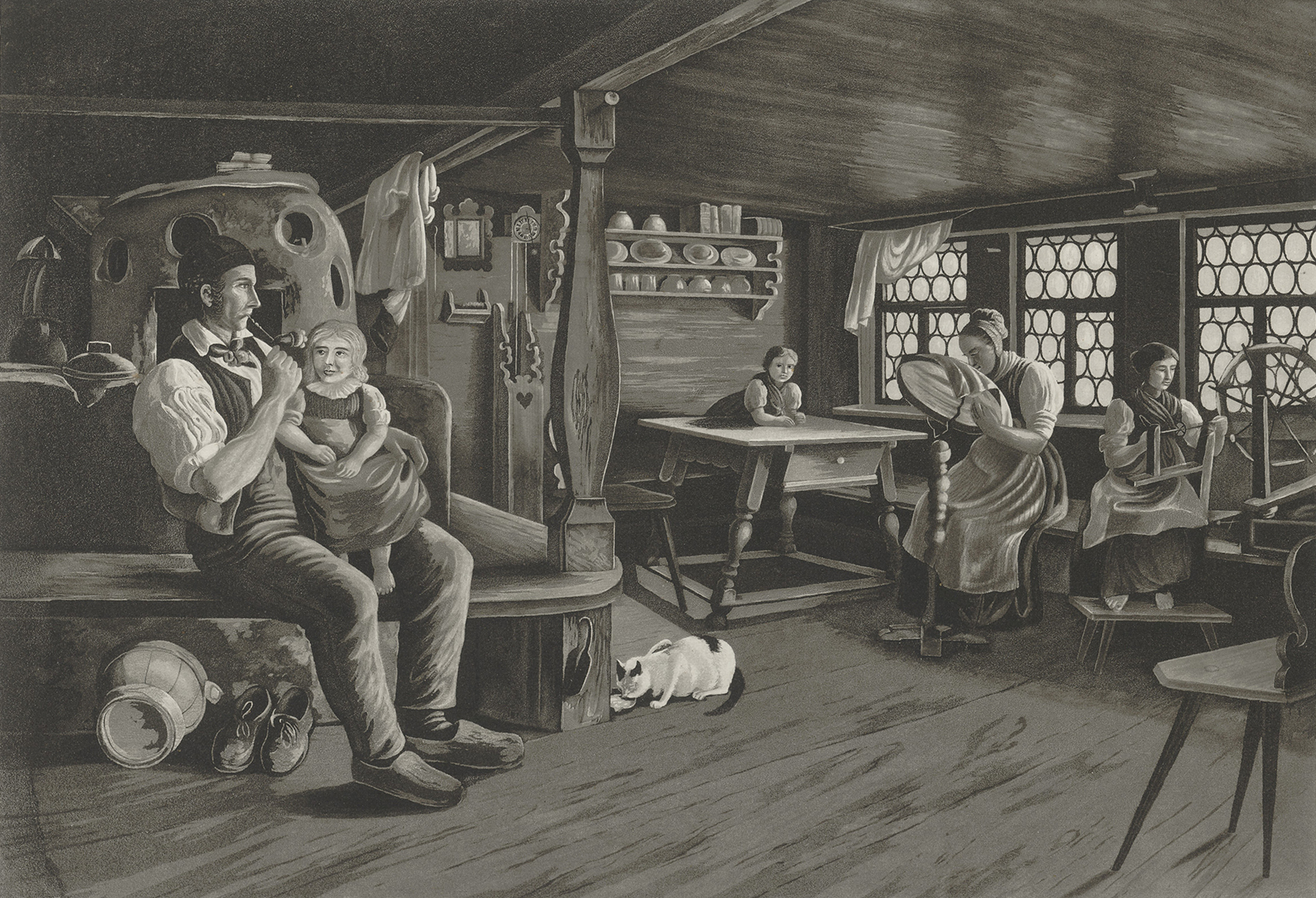
Illustrazione di una famiglia appenzellese del XIX secolo

Nel 2020 i nuclei familiari (o economie domestiche) ammontavano a 24 263, e più di due terzi di questi erano composti da una o due persone. La prevalenza dei nuclei con uno o due componenti era simile al dato per l'intera Svizzera. Al 2021 il numero di componenti medio per nucleo famigliare era di 2,24 persone, vicino alla media dell'intera Svizzera di 2,19.

#### Classi di età
Dal 1981, la popolazione giovanile in Appenzello Esterno è rimasta in crescita fino agli anni 1990, per poi stabilizzarsi dagli anni 2000 in poi. Al contrario, la popolazione sopra i 45 anni è cresciuta costantemente. Nel 1981 il gruppo più numeroso erano i bambini e ragazzi della fascia 0-15 anni, mentre nel 2020 erano gli adulti dai 45 ai 64 anni.

#### Nascite
Fino alla metà degli anni 1990 in Appenzello Esterno si è assistito a un aumento delle nascite, con un picco di 758 nel 1992, seguito da un brusco calo fino agli anni 2000; il minimo di 441 nati è stato raggiunto nel 2007. A partire dalla fine degli anni 2000, le nascite annue hanno ripreso a crescere, pur rimanendo sotto le 500 unità.

#### Decessi
Dal 1980 al 2020 il tasso di mortalità in Appenzello Esterno ha seguito una tendenza discendente, passando da 12-13 morti per 1000 persone all'inizio degli anni 1980 fino a 8-10 morti per 1000 persone nel 2018-2020. Anche se il tasso rimane più alto di quello dell'intera Svizzera, la differenza si è ridotta nel tempo. Anche il tasso di mortalità infantile ha seguito una evoluzione simile a quello dell'intera Svizzera, e si è mantenuto costante o in leggero calo con oscillazioni tra anno e anno. Dal 2010 al 2020 tale tasso si è mantenuto sotto gli 8 decessi per 1 000 nati vivi.

#### Stato civile
Al 2020 più della metà della popolazione maggiorenne dell'Appenzello Esterno risultava coniugata o in una unione domestica registrata. Il 29,74% era celibe o nubile, mentre i divorzi si aggiravano attorno al 10%. Il numero dei divorzi è aumentato, passando da 48 nel 1970 a 102 nel 2020.

#### Nazionalità
Al 2020, l'83,41% dei residenti permanenti in Appenzello Esterno era di nazionalità svizzera. Nel 2021 nel cantone il 16,6% dei residenti permanenti erano di nazionalità straniera, un valore più basso della media svizzera (25,7%), che colloca Appenzello Esterno al 22º posto fra tutti i cantoni. Fra le nazionalità straniere più presenti, il gruppo più numeroso era quello dei cittadini tedeschi, seguito da italiani, portoghesi, austriaci e serbi.

### Religione

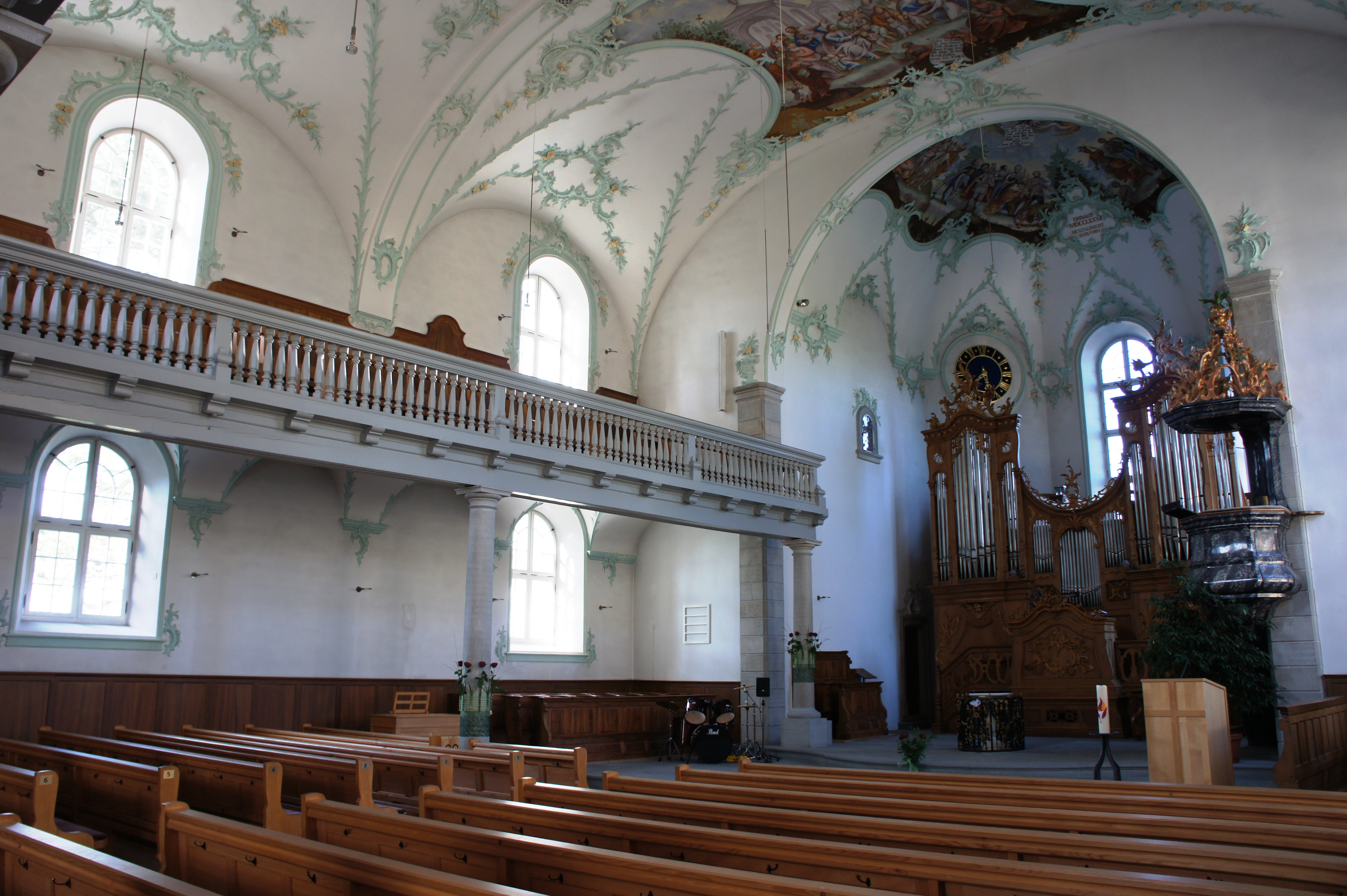
Interno della Chiesa riformata di Trogen

Nonostante alla sua nascita il cantone fosse ufficialmente protestante, al 2020 la maggioranza della popolazione del cantone si divideva tra protestanti (34,26%), cattolici (28,74%) e senza appartenenza religiosa (25,96%). Fra le minoranze religiose di rilievo vi erano gli appartenenti a altre comunità cristiane (6,79%) e gli appartenenti a comunità islamiche (2,29%).

### Lingue e dialetti
Secondo le stime dell'Ufficio Federale di Statistica, al 2020 in Appenzello Esterno la lingua più diffusa era il tedesco (incluso lo svizzero-tedesco), indicato come una delle lingue principali dal 91,40% della popolazione, seguito dall'inglese (3,90%) e dal gruppo del bosniaco, croato, montenegrino e serbo (2,82%). Fra le altre lingue nazionali svizzere il francese era conosciuto da circa l'1,01% della popolazione, l'italiano dal 1,94% e il romancio dallo 0,45%.

## Municipalità
Le 20 municipalità (Einwohnergemeinden) del cantone sono:
- Bühler
- Gais
- Grub
- Heiden
- Herisau
- Hundwil
- Lutzenberg
- Rehetobel
- Reute
- Schönengrund
- Schwellbrunn
- Speicher
- Stein
- Teufen
- Trogen
- Urnäsch
- Wald
- Waldstatt
- Walzenhausen
- Wolfhalden

### Divisioni
- 1638: Trogen → Trogen, Walzenhausen
- 1648: Herisau → Herisau, Schwellbrunn
- 1658: Kurzenberg → Heiden, Lutzenberg, Wolfhalden
- 1669: Trogen → Rehetobel, Trogen
- 1686: Trogen → Trogen, Wald
- 1688: Trogen → Reute, Trogen
- 1720: Herisau → Herisau, Waldstatt
- 1722: Urnäsch → Schönengrund, Urnäsch
- 1723: Teufen → Bühler, Teufen
- 1749: Hundwil → Hundwil, Stein

## Infrastrutture e trasporti

### Rete stradale

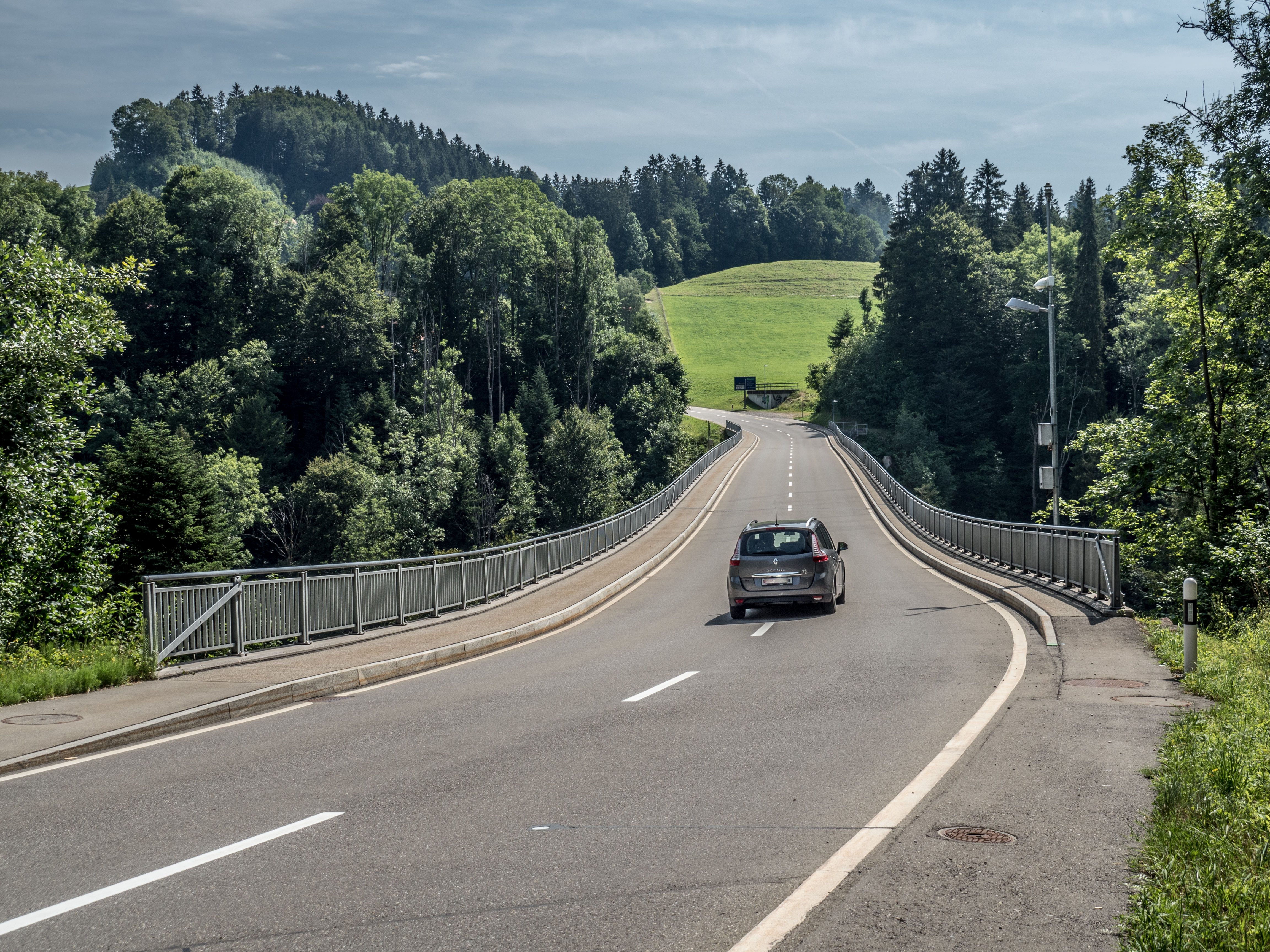
Ponte sul fiume Sitter lungo la strada principale 463

In Appenzello Esterno non sono presenti autostrade, il collegamento con l'autostrada A1 viene effettuato tramite la strada nazionale 25, che include parti delle strade principali H8, H463 e H459. È presente anche la semiautostrada cantonale Lustmühle–Teufen che collega le due località.
In Appenzello Esterno sono presenti le seguenti strade principali:
- H8, che collega Herisau e Waldstatt con San Gallo e con i cantoni Zurigo e Svitto.
- H445, che collega Grub, Heiden e Reute con il confine austriaco a Diepoldsau e con San Gallo e l'autostrada A1.
- H446, che collega Speicher e Trogen con San Gallo.
- H447, che collega Teufen, Bühler e Gais con San Gallo e Altstätten.
- H448, che collega Urnäsch e Gais con Appenzello e con Nesslau attraverso il passo dello Schwägalp.
- H459, che collega Hundwil con Appenzello.
- H462, che collega Waldstatt e Urnäsch.
- H463, che partendo da Waldstatt collega diversi comuni del cantone con Rheineck.
- H470, che collega Herisau con l'autostrada A1 e con i cantoni San Gallo e Turgovia fino al confine tedesco a Kreuzlingen.

### Rete ferroviaria

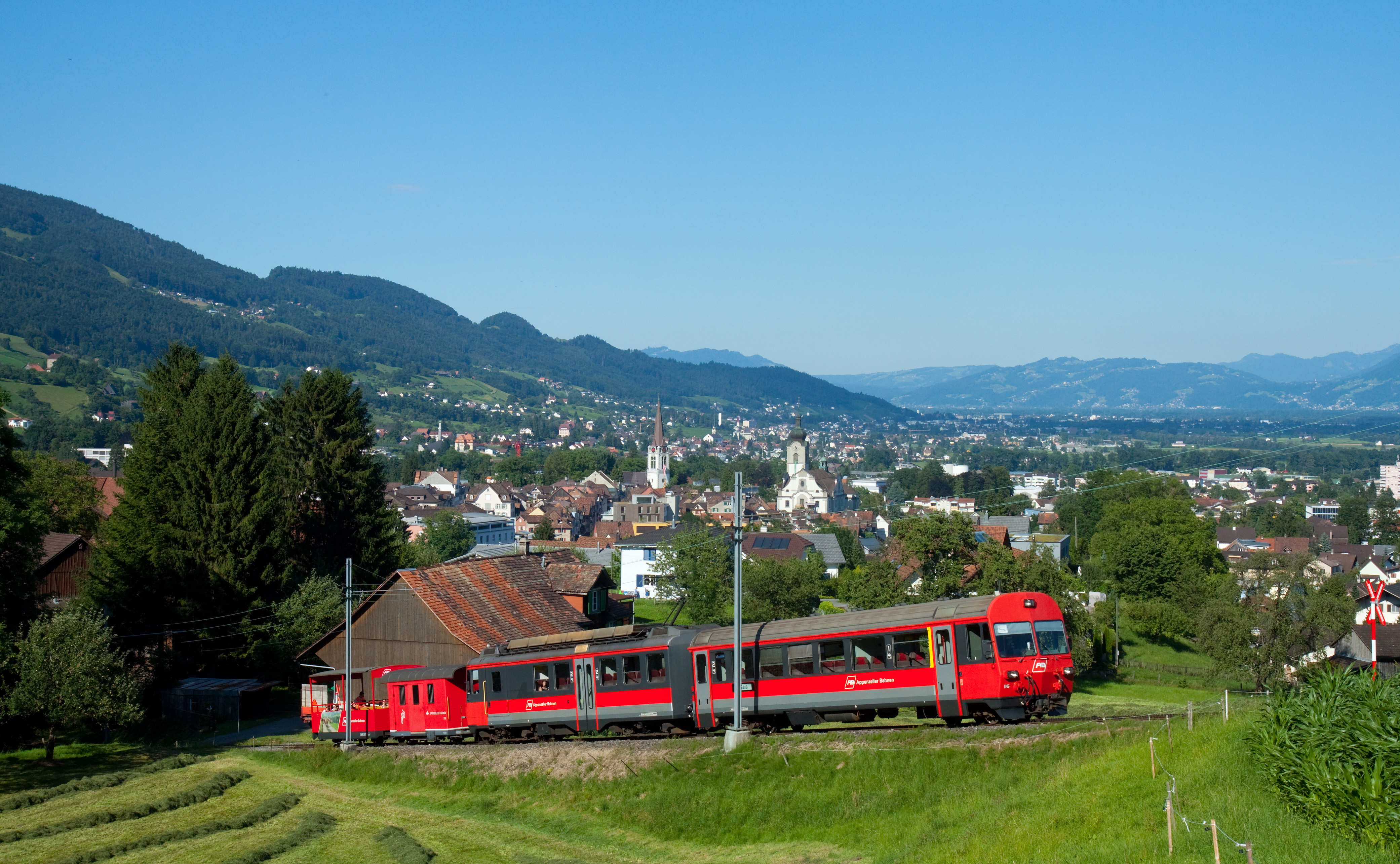
Treno delle Appenzeller Bahnen lungo la linea Altstätten-Gais

L'Appenzello Esterno possiede diverse linee ferroviarie che collegano i principali comuni del cantone con San Gallo e Appenzello Interno, gestite prevalentemente da Appenzeller Bahnen e Schweizerische Südostbahn (i riferimenti sono ai quadri orario nella pubblicazione ufficiale).
- Linea 854 Gossau SG - Herisau - Appenzello - Wasserauen (Appenzeller Bahnen)[67]
- Linea 855 Appenzello-Gais-San Gallo-Speicher-Trogen (Appenzeller Bahnen)[68]
- Linea 856 Altstätten Stadt - Gais (Appenzeller Bahnen)[69]
- Linea 857 Rorschach - Heiden (Appenzeller Bahnen)[70]
- Linea 858 Rheineck - Walzenhausen (Appenzeller Bahnen)[71]
- Linea 870 Romanshorn - San Gallo - Wattwil - Rapperswil (Schweizerische Südostbahn-THURBO)[72]
- Linea 881 Wil SG - San Gallo/Herisau - San Gallo - Altstätten SG (FFS-THURBO-Schweizerische Südostbahn)[73]

## Politica

### Rappresentanza all'Assemblea Federale
In base alla sua popolazione il cantone elegge un rappresentante al Consiglio nazionale e, in quanto semicantone, un solo rappresentante al Consiglio degli Stati invece dei normali due. A seguito delle elezioni del 2023, il rappresentante al Consiglio nazionale è David Zuberbühler (UDC), mentre quello al Consiglio degli Stati è Andrea Caroni (PLR).

## Economia

### Dati Economici

#### Prodotto interno lordo
Nel 2020 il cantone aveva un PIL nominale pro capite pari a 57 601 CHF, il 25º fra i cantoni svizzeri, e relativamente stabile nel corso del tempo. Il PIL conobbe due contrazioni importanti prima nel 2009, in concomitanza con la grande recessione, e successivamente nel 2020 a seguito della Pandemia di COVID-19.

#### Occupazione e disoccupazione
L'andamento della disoccupazione in Appenzello Esterno ha seguito una evoluzione simile a quella svizzera, seppure mantenendosi costantemente a livelli più bassi. A partire dagli anni 1990, il tasso di disoccupazione è aumentato e si è mantenuto a livelli tra lo 0,8% e il 2,9%, stabilizzandosi a partire dagli anni 2010 attorno al 2% circa. Il tasso di attività delle persone sopra i 15 anni era del 63,91% nel 2021, mantenendosi negli anni precedenti simile alla media svizzera e subendo un leggero calo a partire dal 2017. Le divisioni economiche con i numeri di occupati più numerosi sono quelle relative alla sanità e all'assistenza domiciliare e a quelle legate alle attività di produzione animale e vegetale. Tuttavia, si osservano marcate differenze di genere, con le donne particolarmente presenti nei servizi sanitari, di assistenza domiciliare e nell'istruzione, mentre gli uomini sono più presenti nella costruzione specializzata e nella produzione animale e vegetale.

#### Settori economici
Rispetto alla totalità della Svizzera, Appenzello Esterno ha una percentuale maggiore di addetti impiegati nel settore secondario (38,93%), e una percentuale minore nel settore terziario (53,96%) che rimane comunque il settore che include la maggioranza degli addetti. Anche il settore primario ha una percentuale di addetti (7,11%) leggermente superiore rispetto alla media svizzera.
In termini di valore aggiunto lordo, le attività più rilevanti sono le attività estrattive, attività di produzione e costruzioni, che da sole contano per il 36,03% circa del totale e che hanno un peso più rilevante che nell'intera svizzera.

### Settore primario
L'Appenzello Esterno disponeva nel 2021 di 11 916 ettari di terreno agricolo utilizzabile, di cui la quasi totalità (97,73%) destinato a pascolo. Il valore della produzione agricola è rimasto pressoché stabile, da 131,6 milioni di franchi nel 2000 a 115,5 milioni di franchi nel 2019 (20º fra i cantoni svizzeri). Nel 2019 l'agricoltura era prevalentemente basata sulla produzione foraggiera (14,7 milioni di franchi) e soprattutto sull'allevamento di bovini e la produzione di latte (62,3 milioni di franchi). Una certa importanza era data anche dall'allevamento di suini (13,0 milioni di franchi) e dalle attività secondarie non agricole (10,4 milioni di franchi).

#### Produzione vegetale

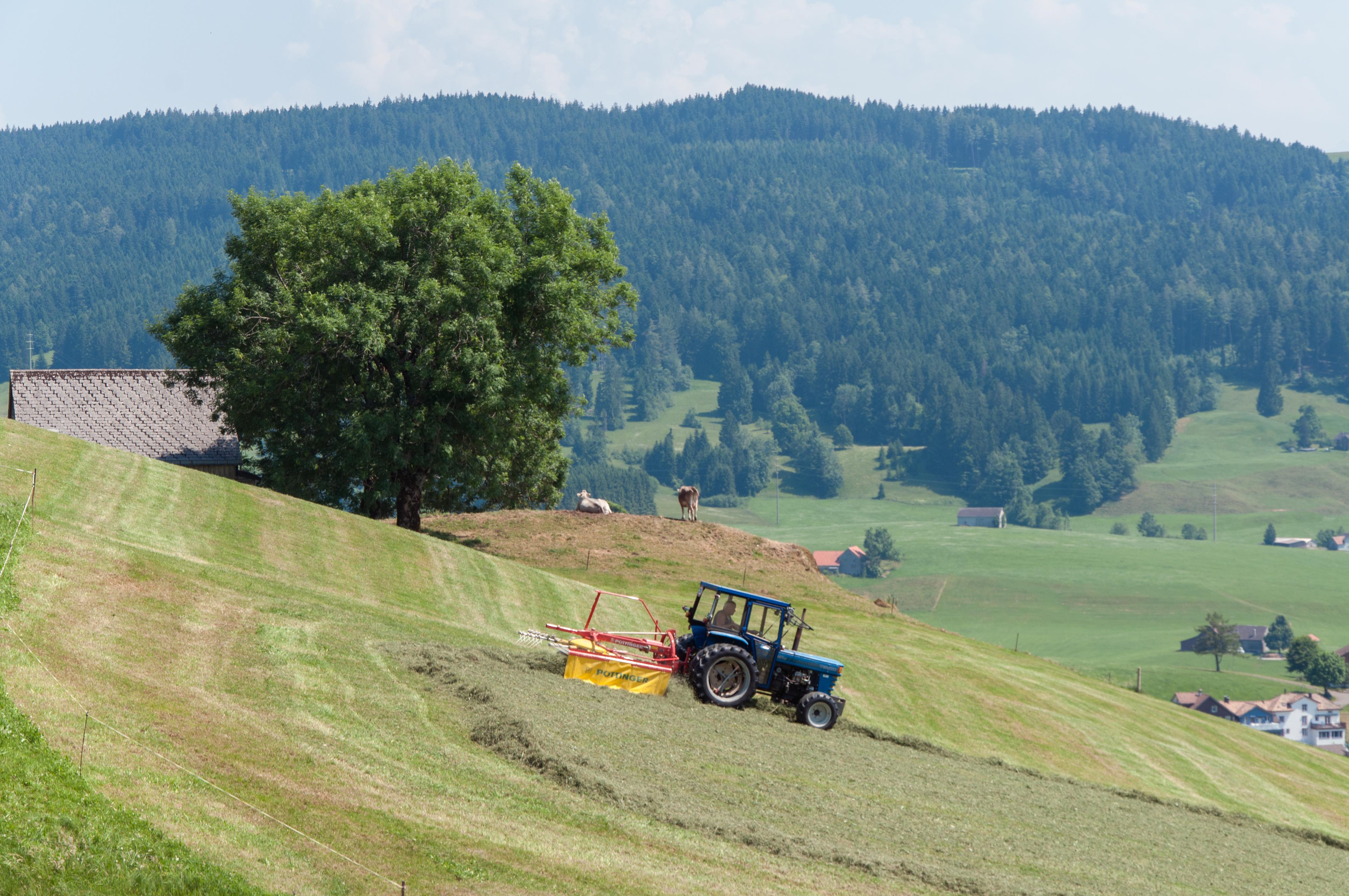
Raccolta del fieno a Gais

Dato il quasi esclusivo utilizzo a pascolo del terreno agricolo, nel 2019 le colture foraggere erano l'unico componente di peso della produzione vegetale all'interno produzione agricola totale (12,8%). Esse avevano un maggior peso rispetto alla media svizzera (10,5%), mentre le altre attività di produzione vegetale avevano al contrario rilevanza inferiore. Risultavano poco importanti le componenti dei seminativi come cereali, piante a uso industriale e patate, della viticoltura e dell'arboricoltura. Il settore dell'orticoltura e giardinaggio, in precedenza rilevante, dal 2000 al 2019 ha subito un calo di valore consistente passando da 18,7 milioni di franchi a 4,7 milioni. Tale calo, verificatosi soprattutto all'inizio degli anni 2000, rappresenta la causa principale della significativa perdita di valore dalla produzione vegetale nel tempo (da 36,4 a 19,9 milioni tra il 2000 e il 2019).

#### Produzione animale

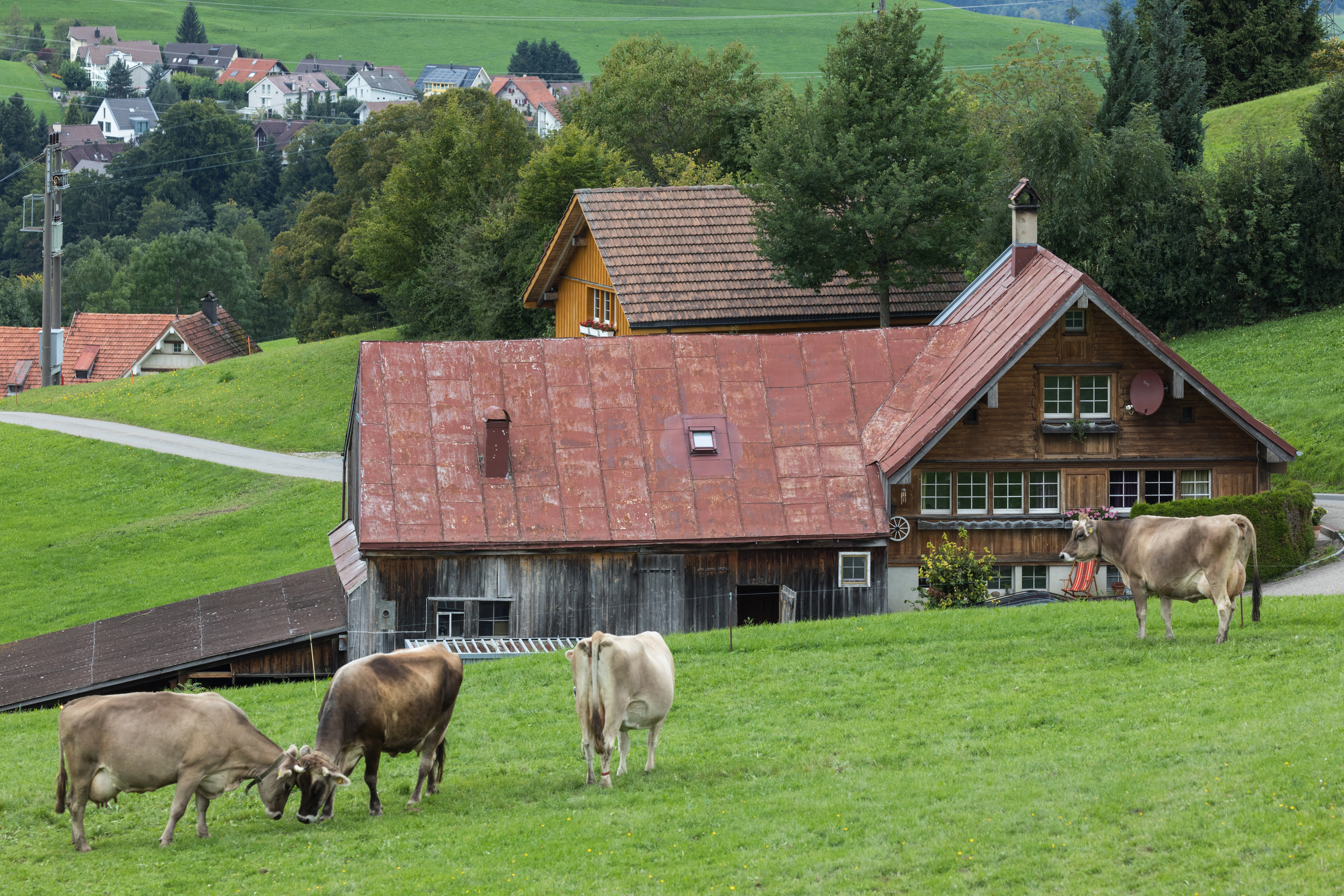
Allevamento di bovini a Teufen

L'allevamento di bovini e la produzione di latte rappresentano più della metà del valore della produzione agricola di Appenzello Esterno. Leggermente superiore rispetto alla media svizzera è anche il peso dell'allevamento di suini: 11,3% sul valore totale rispetto al 8,4% per l'intera Svizzera. In termini di numero di animali, bovini, suini, equini e caprini sono rimasti pressoché costanti nel corso del tempo. Nel 2021 la dimensione dell'allevamento bovino e suino era rispettivamente di 22 511 e 18 464 esemplari, mentre il numero di capi di pollame era di 55 408 esemplari, in sensibile aumento rispetto ai 34 789 esemplari del 2000.

### Settore secondario
Il panorama industriale di Appenzello Esterno è costituito prevalentemente da piccole e medie imprese: di frequente esse operano in nicchie specializzate dove in alcuni casi hanno una posizione di primo piano. I comuni più importanti per l'industria di Appenzello Esterno sono Herisau, Bühler e Heiden.
Nel 2021 il settore delle costruzioni specializzate era quello con il numero più alto di addetti sul totale di tutti gli occupati (5.0%), seguito dal tessile (3.2%), dalla fabbricazione di computer e prodotti di elettronica e ottica (2.9%), dalla fabbricazione di apparecchiature elettriche (2.6%) e dall'industria del legno (2.5%).
L'industria tessile, particolarmente attiva nel finissaggio, era in passato molto rilevante nel cantone e soprattutto a Herisau, ma sta subendo da tempo un processo di ridimensionamento. Alcune delle problematiche correnti indicate da rappresentanti del settore sono la preferenza per tessuti più economici, i magazzini pieni dei rivenditori, l'aumento dei costi, il rafforzamento del franco sulle valute straniere e la generale incertezza geopolitica. Una delle aziende tessili più antiche, la Cilander, ha annunciato che chiuderà a metà del 2024 a causa delle difficoltà economiche. La multinazionale Sefar, con una sede a Heiden, è invece specializzata in tessuti di filtraggio e per serigrafia ed è una delle maggiori datrici di lavoro private del cantone.

## Energia

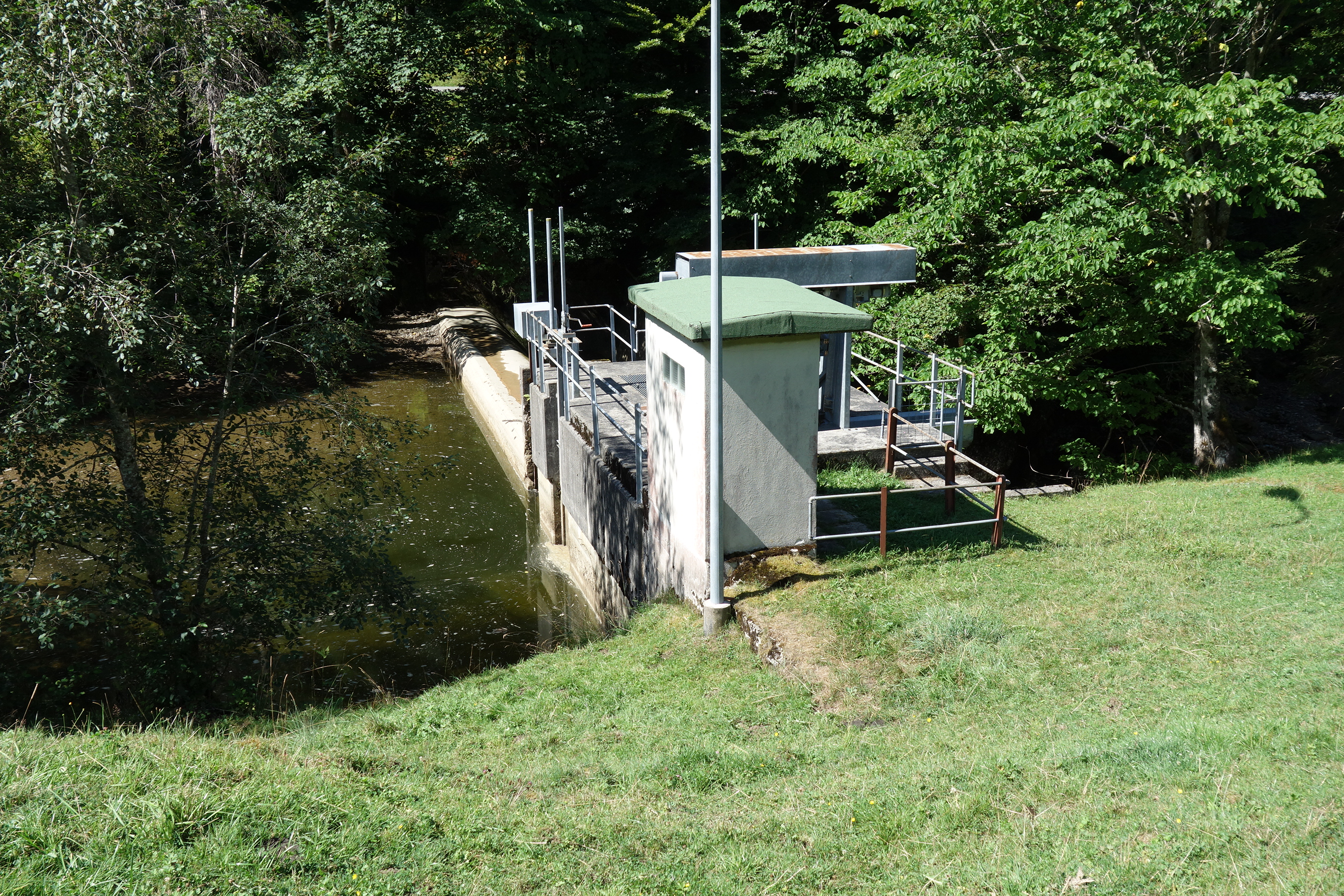
L'impianto idroelettrico di Rossfall, a Urnäsch

Il cantone produce elettricità prevalentemente da impianti solari, idroelettrici e a biomassa. Sia la produzione di elettricità da impianti solari, che la quota di consumo di elettricità autoprodotta nel cantone sono in aumento. Il consumo complessivo di elettricità risulta invece stabile. Esistono 11 aziende elettriche che servono i comuni del cantone, tra cui quella più grande, la St.Gallisch-Appenzellische Kraftwerke (Forze motrici di San Gallo-Appenzello), che opera in 13 comuni.
Sebbene il sistema di riscaldamento più utilizzato sia ancora quello a olio combustibile, una quota rilevante del riscaldamento è ottenuta con sistemi a legna. Per quanto riguarda la produzione di acqua calda, più della metà degli edifici hanno invece impianti elettrici o a olio combustibile.
Nel suo piano energetico, il cantone si è posto diversi obiettivi per ridurre la quota di elettricità prodotta da fonti fossili, ridurre il consumo energetico e aumentare l'efficienza energetica, sostituire gli impianti di riscaldamento a elettricità, gas e olio combustibile con pompe di calore, teleriscaldamento, impianti a legna e impianti a solare termico. Per raggiungere tali obiettivi ha portato avanti varie misure, tra cui un programma di sussidi.

## Cultura

### Tradizioni e folclore
All'inizio del XIX secolo in Appenzello Esterno coesistevano da una parte il mondo della borghesia rurale caratterizzata da un'etica protestante e impegnata in circoli letterari e viaggi al di fuori del cantone, dall'altra il mondo contadino delle Alpi ancora legato alle antiche tradizioni. A partire dal 1820 queste due realtà iniziarono a incontrarsi, grazie anche al diffondersi di associazioni culturali, e certi usi e costumi tradizionali cominciarono a essere chiaramente definiti. Alcune delle tradizioni dell'Appenzello Esterno presero la loro forma odierna solamente a partire dalla fine del XIX secolo e inizio del XX secolo.

#### Costumi tradizionali

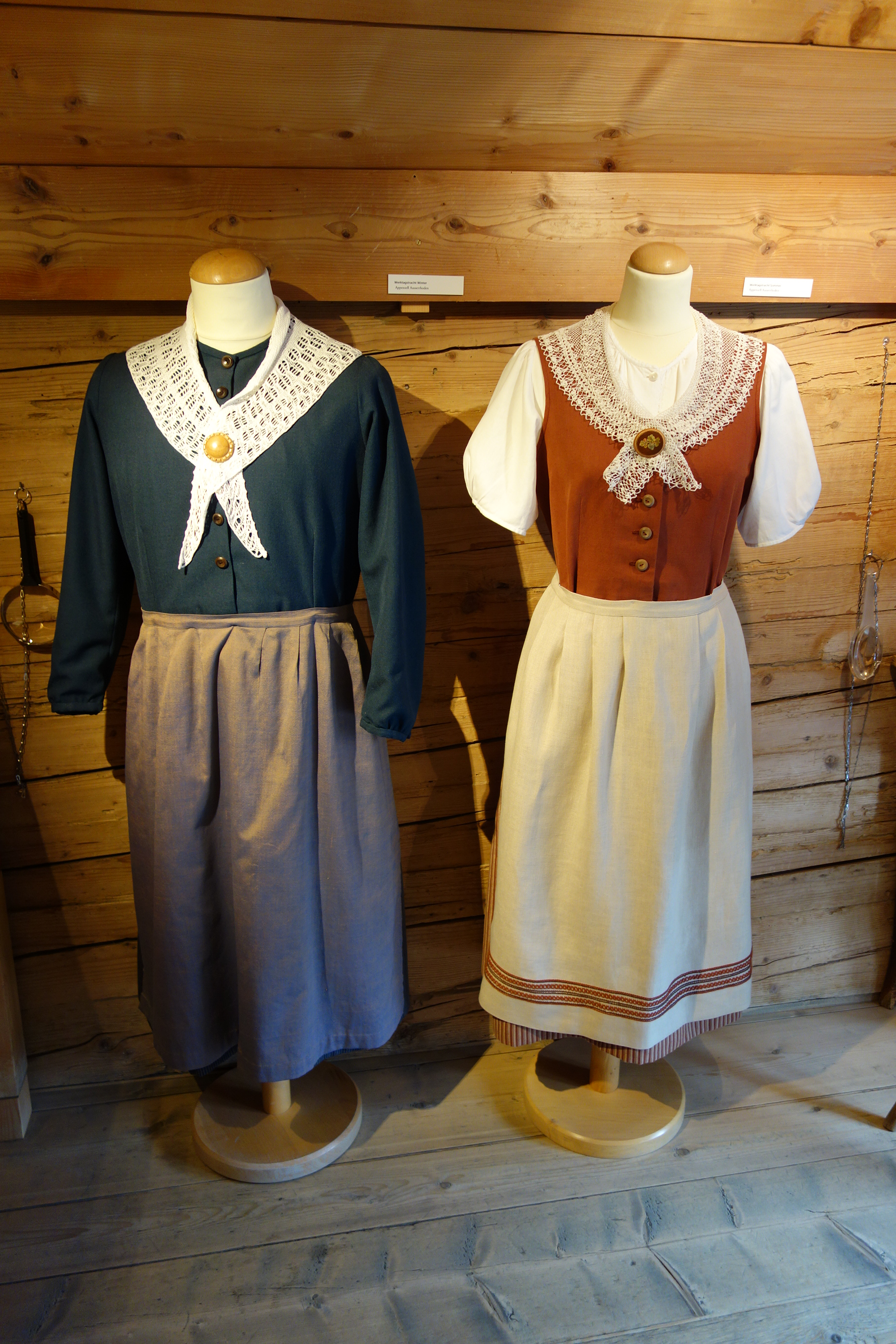
Abito da lavoro femminile invernale (sinistra) ed estivo (destra)

Il costume tradizionale maschile dell'Appenzello è caratterizzato dal panciotto rosso sopra una camicia bianca decorata da un ricamo detto Chüelisteg. Se la giornata è fredda si indossa la Fueterschlotte, una giacca di lino gialla a maniche lunghe ricamata e foderata. I pantaloni sono di un tessuto misto lino marrone, mentre nei giorni di festa si indossano le braghe di cuoio aderenti, dette Gääle. I pantaloni sono retti da bretelle con borchie d'ottone raffiguranti delle mucche. Anche le scarpe nere sono ornate da fibbie decorate in modo simile. In testa viene indossato un cappello di feltro nero decorato con fiori oppure un cappello di cuoio sempre nero, traforato ai bordi e con una fodera colorata.
Questo vestito è ornato da numerosi accessori: i pantaloni sono abbelliti da una catena d'argento, monete e medaglie, mentre il colletto della camicia è tenuto fermo da un bottone d'oro, noto anche come spilla (Brosche). All'orecchio viene portato l'Ohreschueffe, un orecchino con un piccolo mestolo collegato con una catenella a un fermaglio a forma di serpente. Infine come ulteriore accessorio viene indossato un fischietto a forma di pipa con un coperchio d'argento, detto Lindauerli.
Il costume tradizionale femminile dell'Appenzello è relativamente recente, visto che il costume tradizionale cadde in disuso alla fine dell'Ottocento. Nel 1925, come conseguenza di un rinnovato sentimento nazionale, venne assegnato all'artista di Herisau Paul Tanner di ridisegnare gli abiti da lavoro e della festa. Il costume della domenica include un fisciù di tulle nero decorato a punto catenella, una camicietta bianca con sopra un corpetto di seta, e la Jupe, una gonna a strisce verticali che in Appenzello Esterno è contraddistinta dal Nollen, un motivo a strisce e punti in tessitura a punto raso. Il vestito è completato da un grembiule di taffetà e da un'alta cuffietta di seta nera con ali di tulle e pizzetto bianco. L'abito femminile di tutti i giorni è una larga gonna con camicetta bianca.

#### Feste e manifestazioni

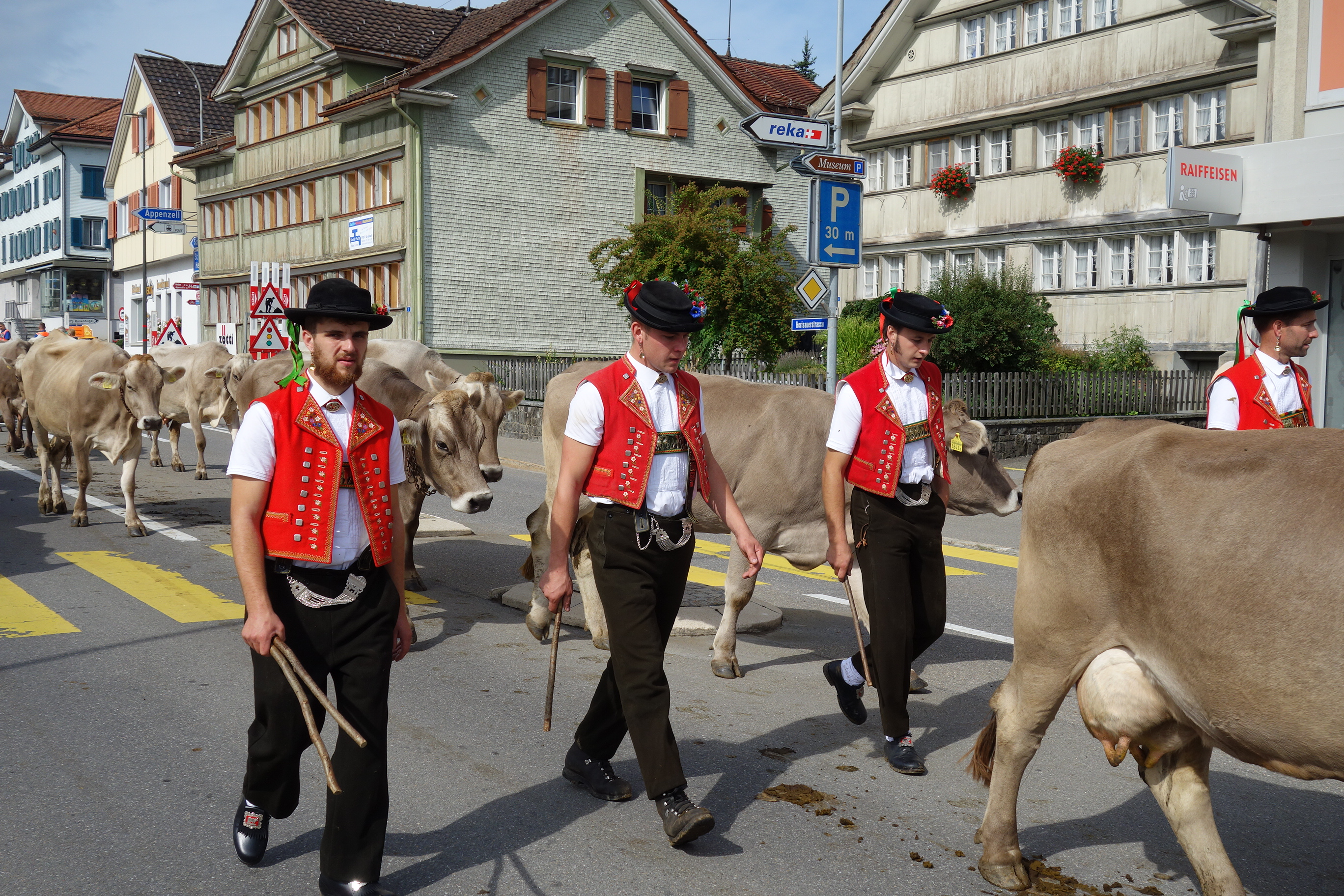
Salita all'alpeggio a Urnäsch

In Appenzello Esterno si tengono diverse feste e manifestazioni che ruotano attorno al mondo dell'allevamento. Verso fine luglio e inizio agosto si tengono le Alpstobede o Alpstobete. La parola Stobiete originariamente significava una riunione in salotto e richiamava alle visite reciproche dei produttori caseari alpini. A inizio XXI secolo le Alpstobede comprendono sia danze maschili, chiamate Mölirad, sia balli di coppia, chiamati Hierig, dove si rappresentano in pantomima le gioie e i dolori di una relazione per poi riconciliarsi alla fine.
Altra tradizione legata all'allevamento è la salita all'alpeggio (Alpfahrt) e la successiva discesa che si svolgono in particolare nella regione del Säntis, e avvengono secondo un ordine ben preciso. In particolare ne fanno parte un pastorello e una pastorella con il loro gregge, l'alpigiano con tre mucche che indossano grossi campanacci, tre aiutanti, la mandria con il proprietario e un cane pastore, e infine un carrettiere con il necessario per la produzione del formaggio. Tutti i partecipanti indossano i loro abiti tradizionali. Durante la pandemia di COVID-19, le date delle salite e delle discese sono state tenute segrete per evitare assembramenti.

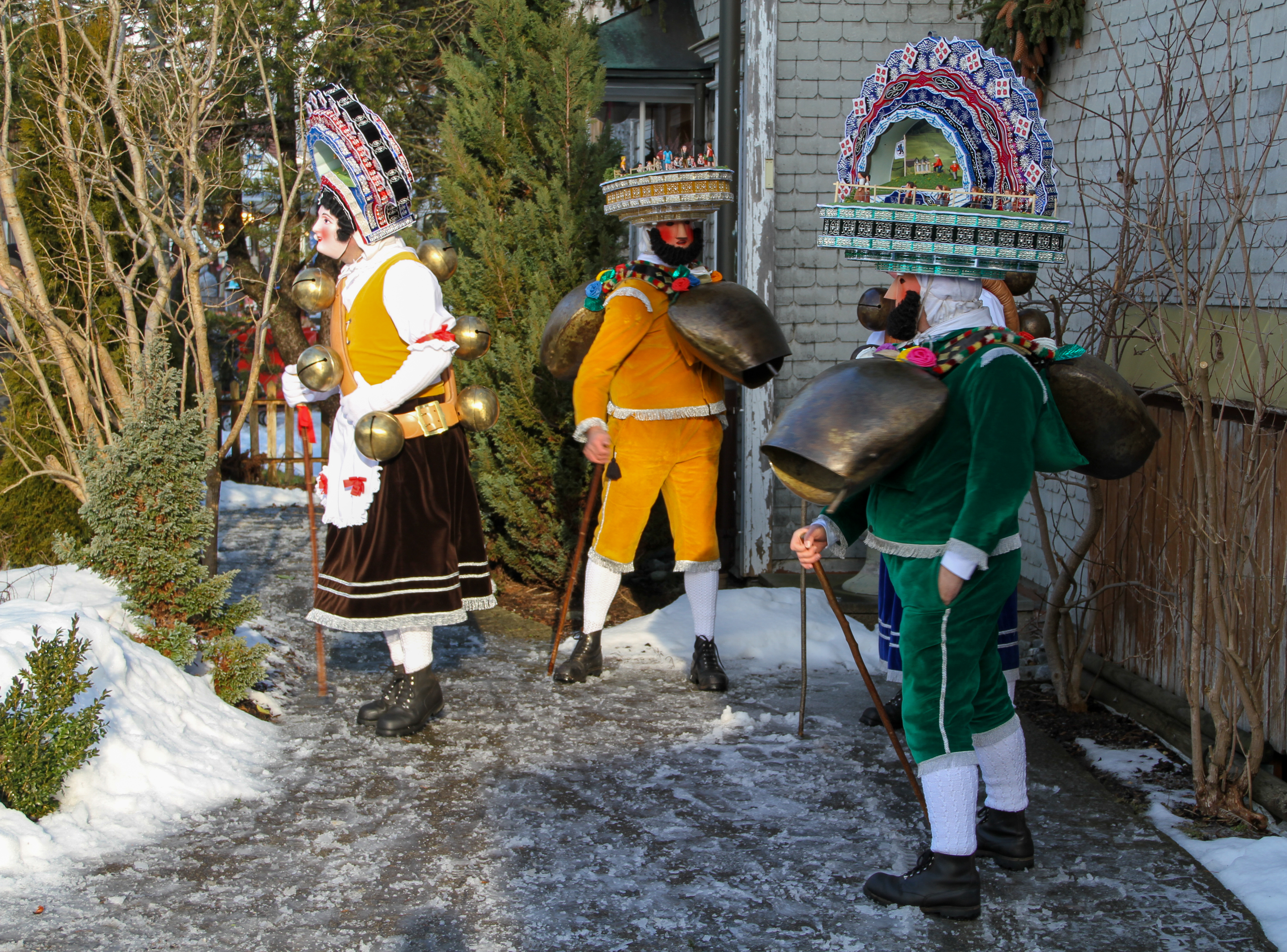
Silvesterkläuse a Urnäsch

Il giorno di San Silvestro e del Capodanno giuliano si tengono le cosiddette Kläuse di San Silvestro o Silvesterchlausen, in cui gruppi di persone si recano nelle case delle persone per fare gli auguri di buon anno. Alcuni sono vestiti di eleganti costumi di velluto e altri con maschere demoniache e materiali naturali come rami, foglie e paglia.
Altre iniziative sono ristrette ad alcuni comuni. A Herisau e Waldstatt il Mercoledì delle ceneri si tiene una festa che ha come centro il funerale di Gidio Hosestoss, personaggio immaginario rappresentato da un pupazzo di paglia, morto per essersi strozzato con un dolcetto rubato. Il pupazzo viene portato in piazza e bruciato in una pira funeraria. A Wald è particolarmente nota la festa per il lunedì di Pasquetta, mentre ogni due anni durante il lunedì prima del Mercoledì delle ceneri a Urnäsch si tiene una parata, detta Urnäscher Bloch, dove una compagnia di disparati personaggi (il boscaiolo, il carrettiere, il bracconiere, il musicista, il guardaboschi e il fabbro) trasportano un tronco d'albero nel centro del villaggio per celebrare il carnevale.

#### Altre tradizioni
Almeno dalla fine del XVIII secolo gli appenzellesi sono noti per il loro spirito e la loro arguzia, tanto che a partire dal 1800 le barzellette dell'Appenzello hanno cominciato a essere riunite in raccolte. Tra le persone legate ad Appenzello Esterno note per la loro attività in questo campo sono Alfred Tobler, Ruedi Rohner e Carl Böckli.
In Appenzello Esterno si conserva ancora la tradizione delle società di lettura, nate nei primi trent'anni del XIX secolo. Nel 2017 società di lettura sono presenti in 17 dei 20 comuni del cantone. Nelle società di lettura si discute della vita politica e culturale del comune e in alcuni casi politici eletti al parlamento cantonale ricevono il sostegno di tali associazioni. Altra tradizione nata nell'Ottocento e ancora diffusa nel XXI secolo è la pratica della naturopatia, con 251 terapisti registrati nel cantone nel 2016.
In Appenzello Esterno sono anche presenti tradizioni diffuse nel resto della Svizzera, come lo jodel, la lotta svizzera (Schwingen), la costruzione dei muri a secco, e l'uso del corno delle Alpi.

### Arte

#### Artigianato

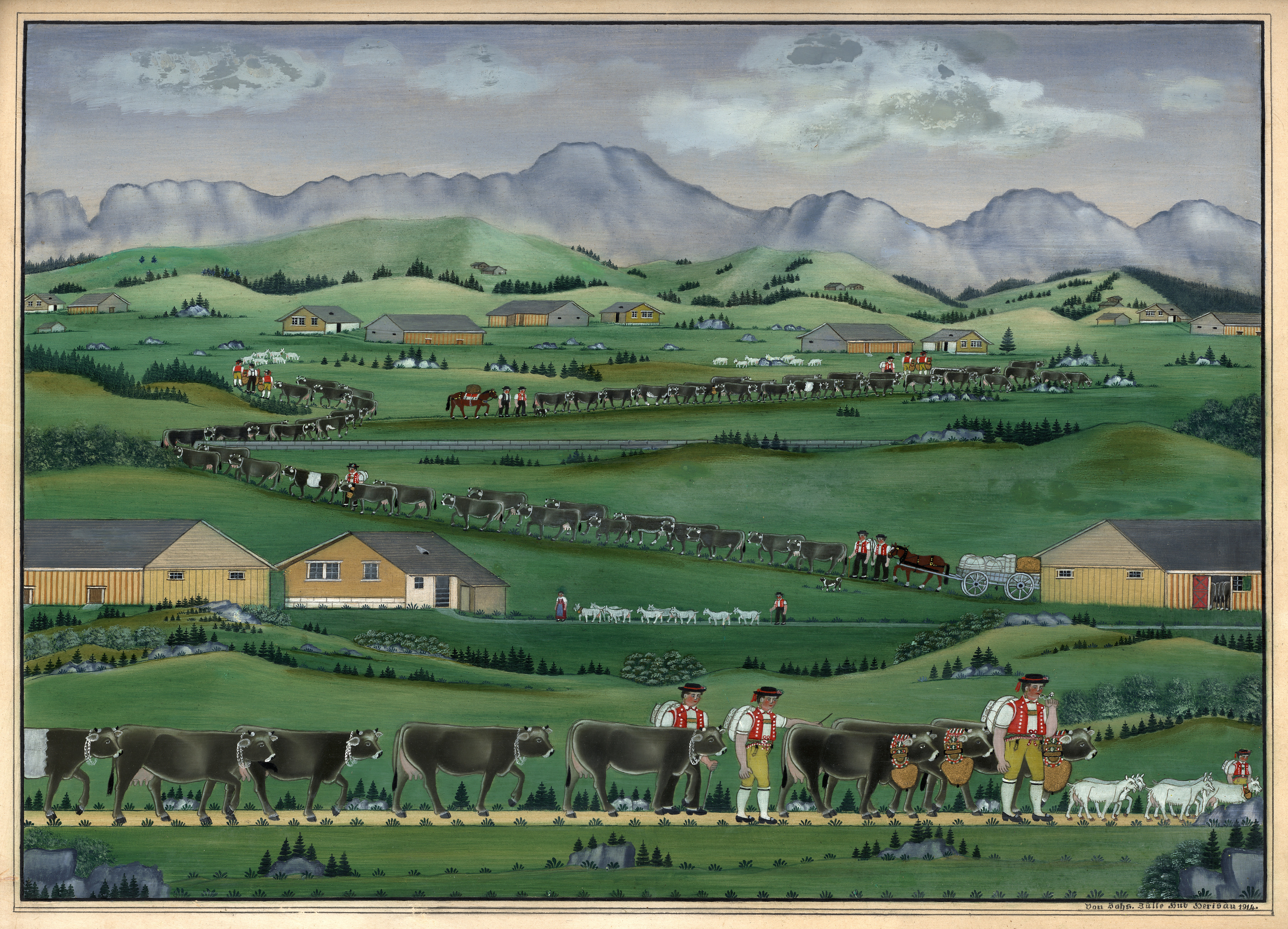
Pittura contadina tradizionale

In Appenzello Esterno esistono diversi tipi di artigianato, spesso collegato alle attività contadine tradizionali. Almeno a partire dal 1700 l'arte della selleria alpigiana produce oggetti di cuoio e guarnizioni di ottone, in particolare le cinture appenzellesi utilizzate nei costumi tradizionali e cinghie per tori, mucche e capre.

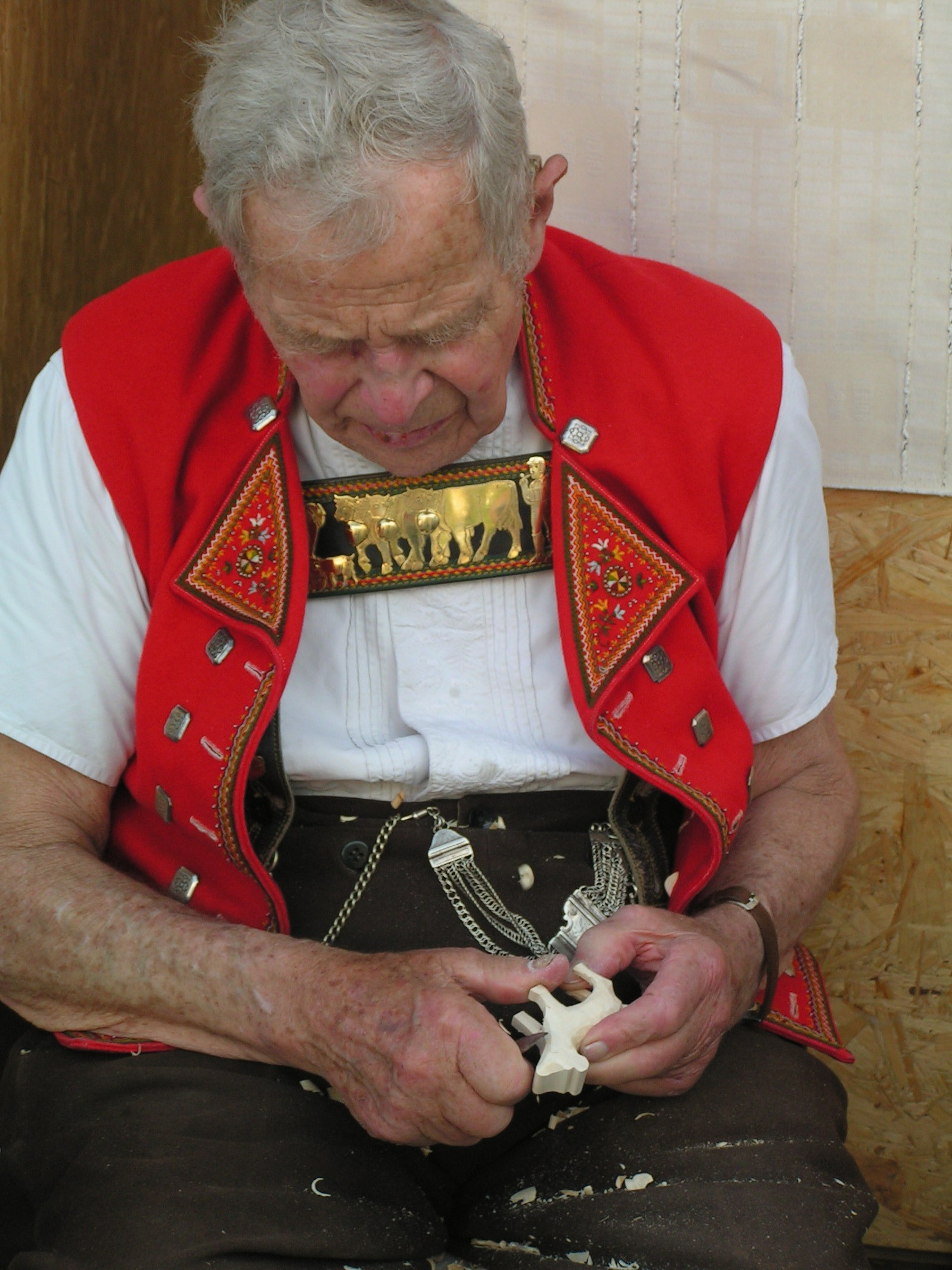
Uomo in abiti tradizionali impegnato nell'intaglio del legno

L'artigianato del legno, nato originariamente a inizio XX secolo per passare il tempo durante i mesi invernali, si concentra sulla produzione di figurine rappresentanti la salita all'alpeggio o altri momenti della vita quotidiana dei contadini. Esistono anche dei popolari corsi di intaglio chiamati Chüeli-Schnitzerei. Al contrario, il lavoro a macchina per il ricamo a mano, molto comune a inizio 1900, oggi è poco diffuso e viene promosso da alcune associazioni come il museo di arte popolare a Stein.

#### Pittura
La pittura contadina, presente in Svizzera orientale sin dal 1500, raffigura spesso attività legate all'allevamento come la salita all'alpeggio. La pittura su mobili risale agli anni 1750-1850. A partire dal 1800 si diffusero le Sennenstreifen, scene d'alpeggio dipinte su strisce orizzontali di legno o carta, e i Melkeimerbödeli, decorazioni dei secchi utilizzati per la mungitura. Diversi artisti, fra cui Johannes Müller, Johann-Jakob Heuscher, Bartholomäus Lämmler, Johannes Zülle, Johann Ulrich Fitzi e Fritz Frischknecht sono noti per i loro dipinti di attività alpigiane e di paesaggi. Altri pittori appenzellesi sono invece noti per altri generi pittorici, come Victor Tobler, il ritrattista Sebastian Buff e l'esponente dell'art brut Hans Krüsi. Legata ad Appenzello Esterno è anche la pittrice concretista Sophie Taeuber-Arp, che visse la sua infanzia a Trogen.

#### Musica
Come in altre regioni della Svizzera, anche in Appenzello Esterno viene praticato lo Jodel naturale, noto anche come Zäuerli o Chlausezäuerli. Un'altra espressione musicale tipica della zona è la musica per strumenti a corda: il primo gruppo musicale di questo tipo in Appenzello Esterno, lo Streichmusik Alder Urnäsch, fu fondato nel 1884. Gli strumenti a corda vengono utilizzati come accompagnamento alle danze popolari delle Alpstobede. Tipico strumento utilizzato in queste occasioni è il dulcimer, e in Appenzello esiste un artigianato locale dedicato alla sua produzione. Il cantone è anche noto per i suoi canti popolari e Lieder: alcuni dei cantanti e compositori più conosciuti sono Alfred Tobler e Johann Heinrich Tobler. Quest'ultimo in particolare compose la Ode an Gott, che nel 1877 diventerà il canto ufficiale della Landsgemeinde del cantone.

### Musei

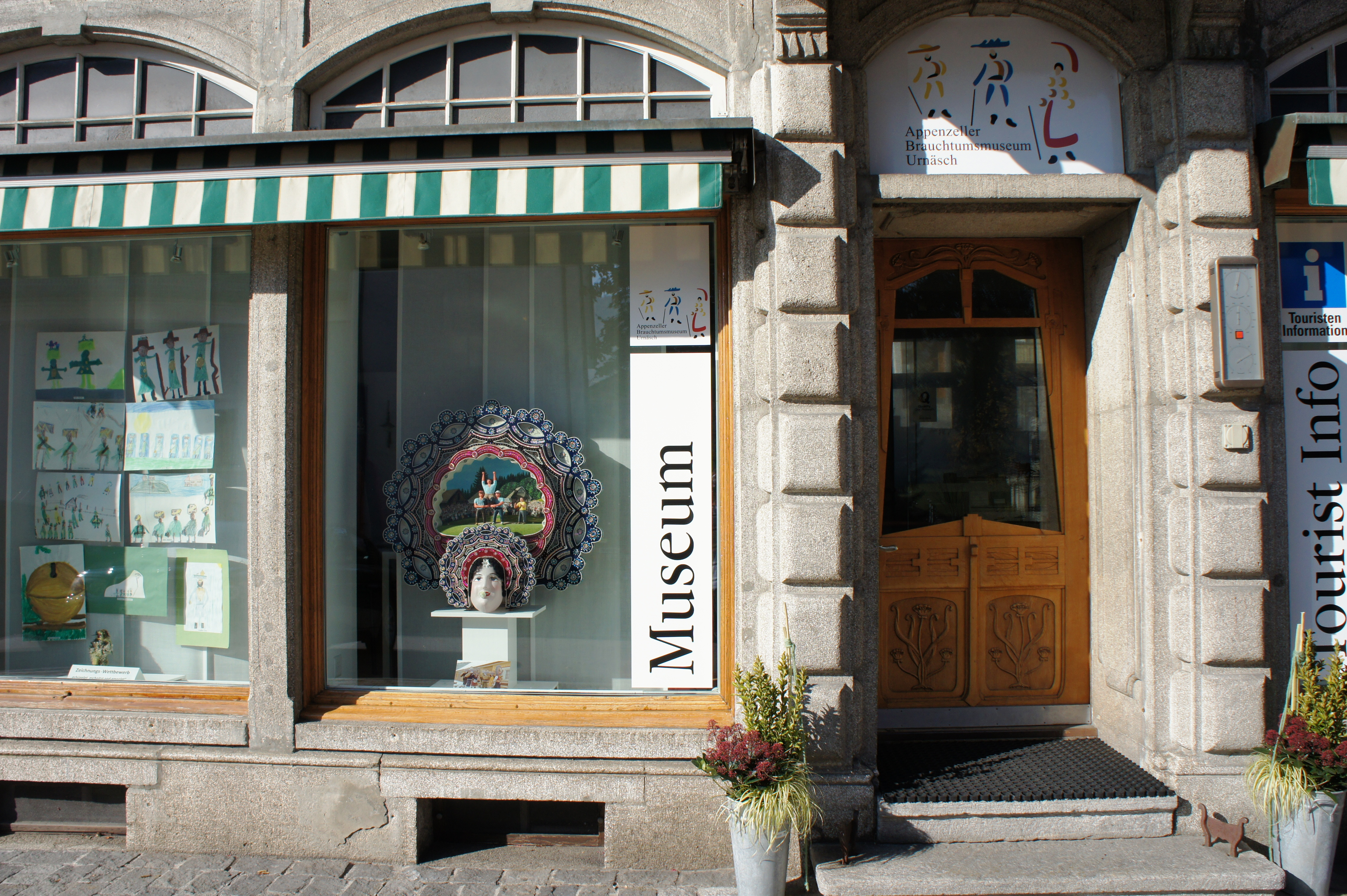
Entrata del Museo degli usi e costumi dell'Appenzello

Fra i musei principali del Canton Appenzello Esterno vi sono il Museo Storico di Herisau, il Museo degli usi e costumi dell'Appenzello a Urnäsch e il Museo del folclore dell'Appenzello a Stein, dedicati alla storia e alle tradizioni dell'Appenzello e classificati come beni culturali di importanza nazionali. Altri musei rilevanti sono il Museo Henry Dunant a Heiden, lo Schützenmuseum (Museo del tiro a segno) a Trogen, il Velomuseum (Museo della bicicletta) a Rehetobel, il Museo Grubenmann a Teufen, assieme ai musei cittadini di Gais, Heiden e Wolfhalden.

### Biblioteche e archivi
La principale biblioteca del cantone è la Biblioteca cantonale di Appenzello Esterno, classificata come bene culturale di interesse nazionale. Tra gli archivi di maggior interesse vi sono l'Archivio di stato del cantone d'Appenzello Esterno e l'Archivio storico Sefar, che raccoglie documenti sulla storia della produzione di seta in Svizzera.

### Monumenti e luoghi d'interesse

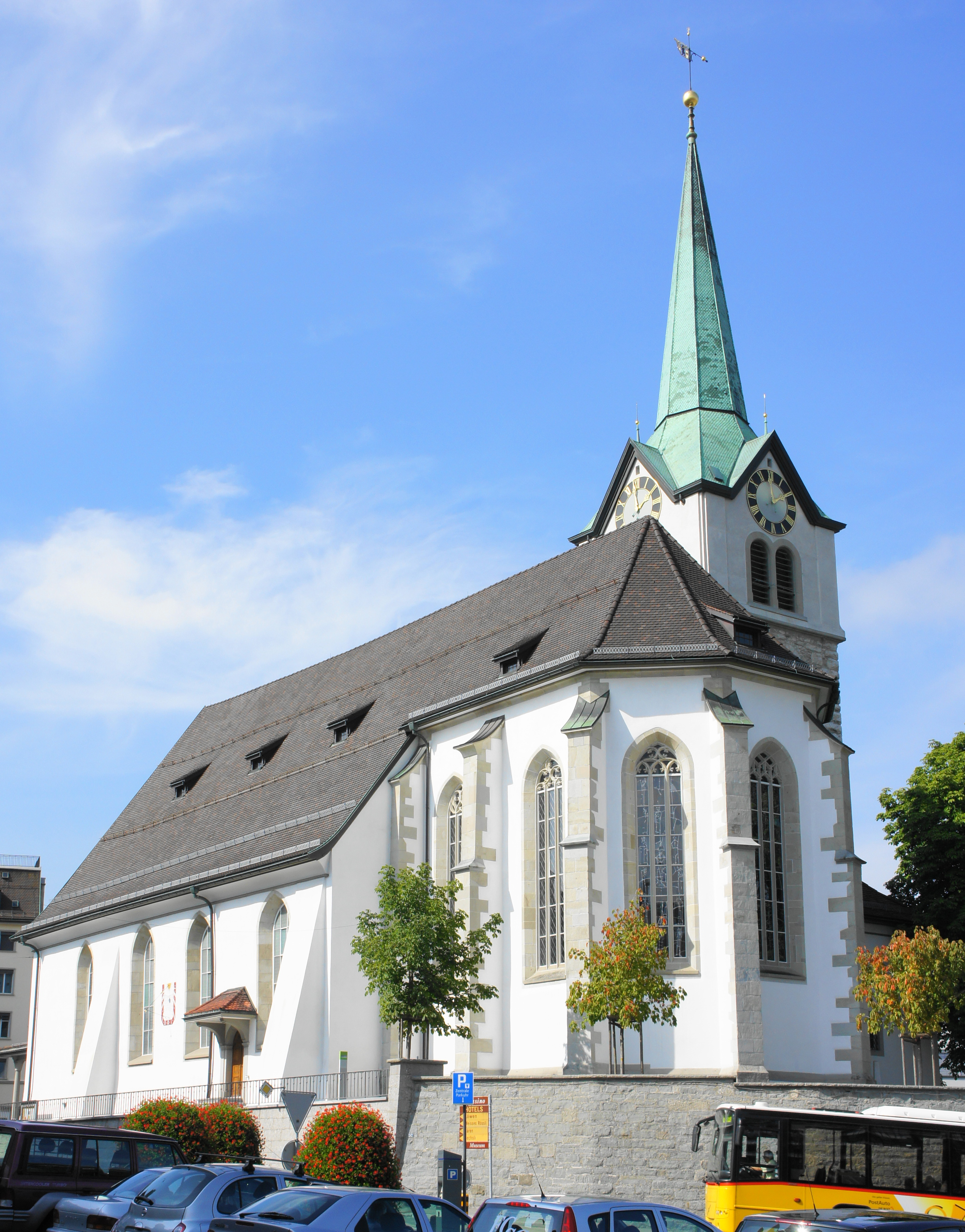
La Chiesa riformata di Herisau

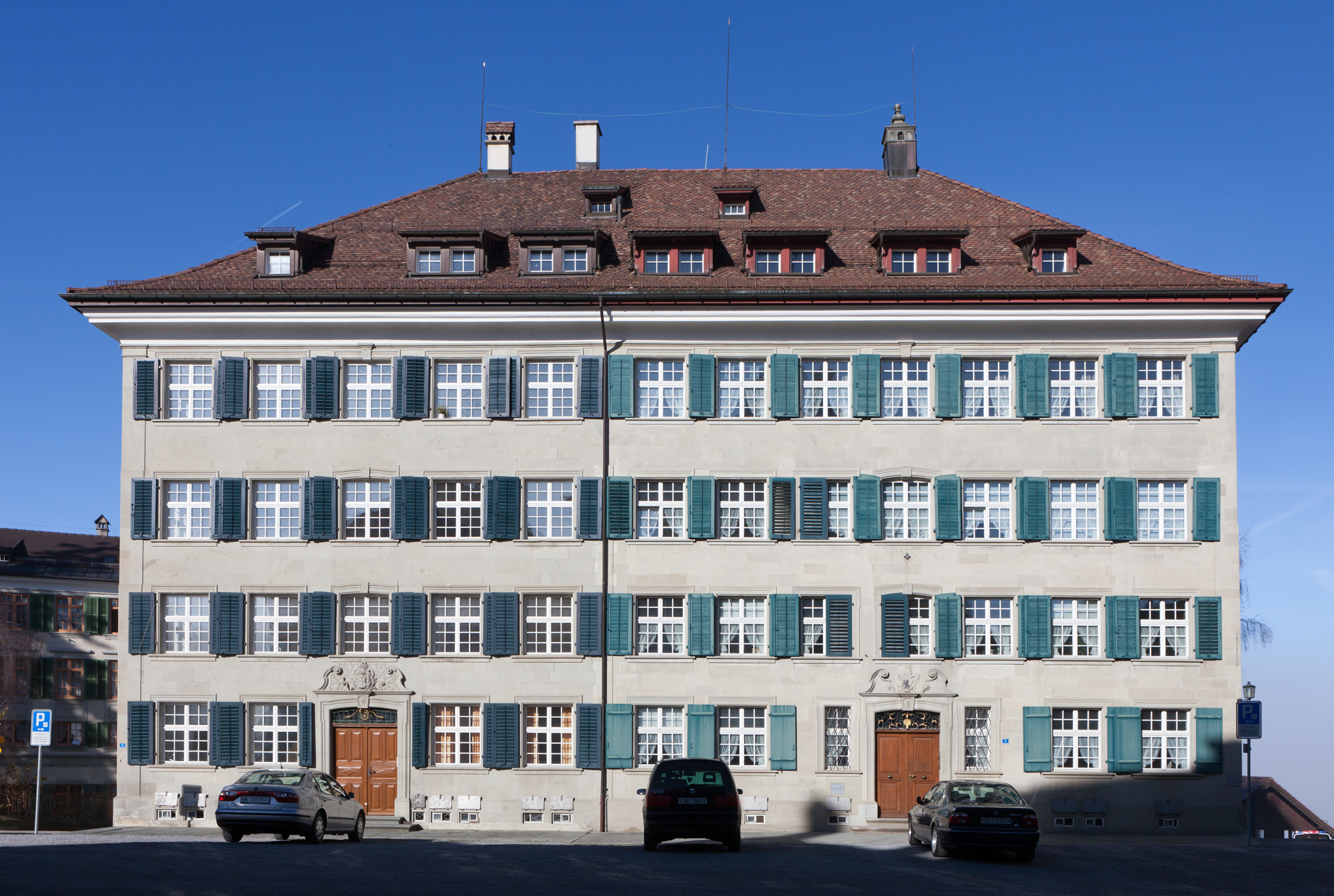
Lo Zellwegerscher Doppelpalast

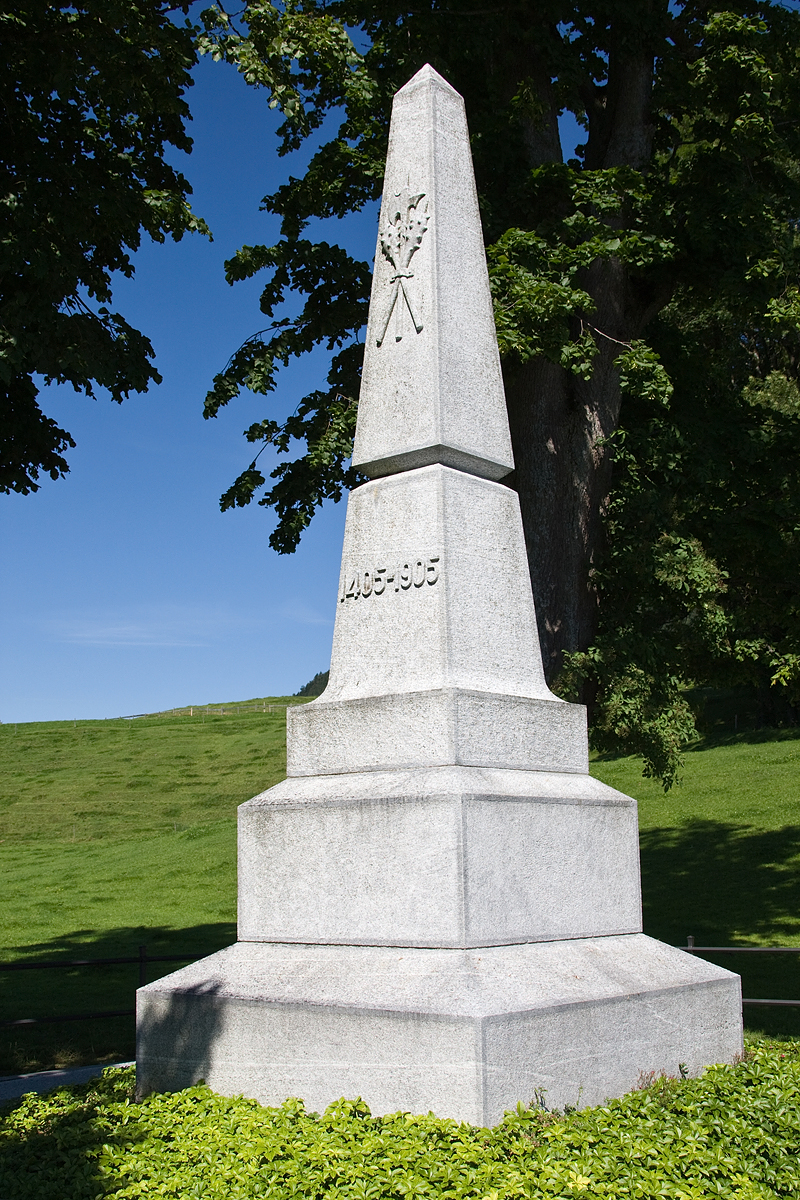
Lo Schlachtdenkmal

Il cantone ospita 294 edifici e infrastrutture di interesse nazionale o regionale, tra cui:

#### Architetture religiose
- Reformierte Kirche (Chiesa riformata) a Gais
- Reformierte Kirche (Chiesa riformata) a Herisau
- Reformierte Kirche (Chiesa riformata) a Trogen
- Ehemaliges Mädchenkonvikt (Ex convento femminile) a Trogen
- Schlachtkapelle, cappella commemorativa della battaglia dello Stoss a Gais

#### Architetture civili
- Haus zum Neuen Ochsen (Casa del bue nuovo) a Gais
- Gasthof Krone (Locanda Corona) a Gais
- Ehemaliges Kaufmannshaus Gruber (Ex casa del mercante Gruber) a Gais
- Gasthaus zum Falken (Locanda al falco) a Gais
- Bauernhaus Ballmoos (Casa rurale Ballmoos) a Gais
- Schwimm- und Sonnenbad Heiden (Piscina e solarium di Heiden) a Heiden
- Wetterhaus (casa di Wetter) a Herisau
- Regierungsgebäude (Palazzo del governo) a Herisau
- Walsersches Doppelhaus (Casa bifamiliare dei Walser) a Herisau
- Schwarzes Haus (Casa nera) a Herisau
- Altes Rathaus Schwänberg (Vecchio municipio di Schwänberg) a Herisau
- Ehemaliges Haus Zuberbühler (Ex casa Zuberbühler) a Speicher
- Complesso di ponti nella forra della Sitter a Herisau e Stein
- Gmündertobelbrücke, ponte a Stein e a Teufen
- Pfarr- und Gemeindehaus (Canonica e municipio) a Trogen
- Rathaus (Municipio) a Trogen
- Zellwegerscher Doppelpalast (Doppio palazzo di Zellweger) a Trogen
- Fünfeckpalast (Palazzo pentagonale) a Trogen
- Ehemaliges Haus Zellweger (Ex casa Zellweger) a Trogen
- Ehemaliges Haus Tobler (Ex casa Tobler) a Trogen
- Gasthaus zur Krone (Locanda alla Corona) a Trogen
- Sonnenhof (Palazzo Sole) a Trogen
- Wohnhaus mit Mühle (Casa residenziale con mulino) a Urnäsch
- Alte Mühle (Vecchio mulino) a Wolfhalden

#### Architetture militari
- Rovine del castello di Rosenburg a Herisau
- Zeughaus Ebnet (Arsenale Ebnet) a Herisau

#### Altro
- Schlachtdenkmal, monumento commemorativo della battaglia dello Stoss a Gais

## Cucina
I prodotti culinari tipici dell'Appenzello Esterno sono principalmente insaccati, formaggi e dolci. In molti casi queste specialità sono prodotte anche nell'Appenzello Interno e in parte del canton San Gallo. Molti degli insaccati possiedono la certificazione IGP.

### Carne

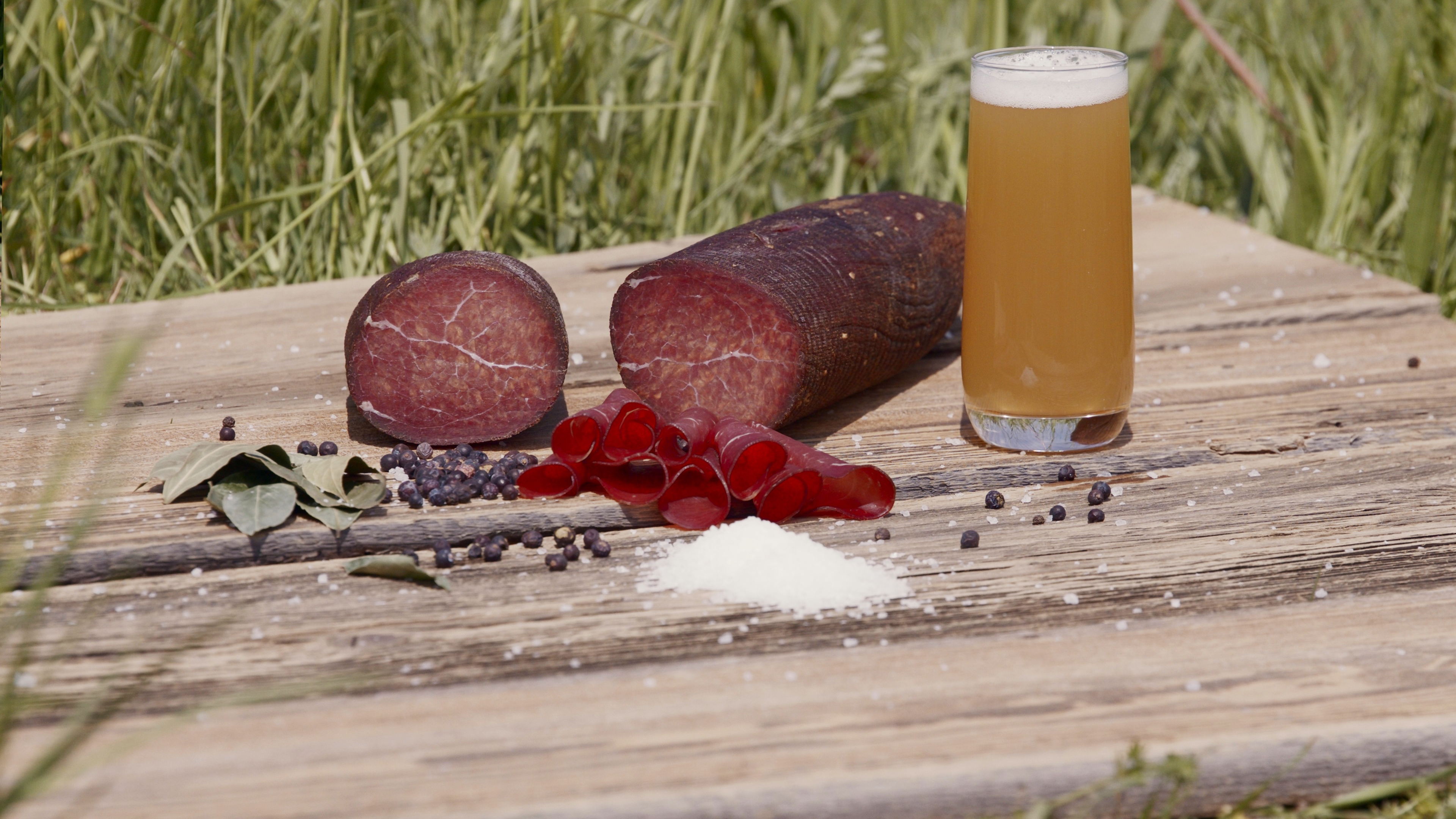
Il Mostbröckli

- Mostbröckli (IGP): carne di manzo secca affumicata, mangiato freddo a fette sottili. Viene realizzato dalla coscia posteriore dell'animale e insaporito con sale, pepe, alloro, ginepro, aglio e in alcuni casi anche vino, mosto, zenzero o pimento. Il periodo di salatura richiede dall'una alle cinque settimane.[135][136]

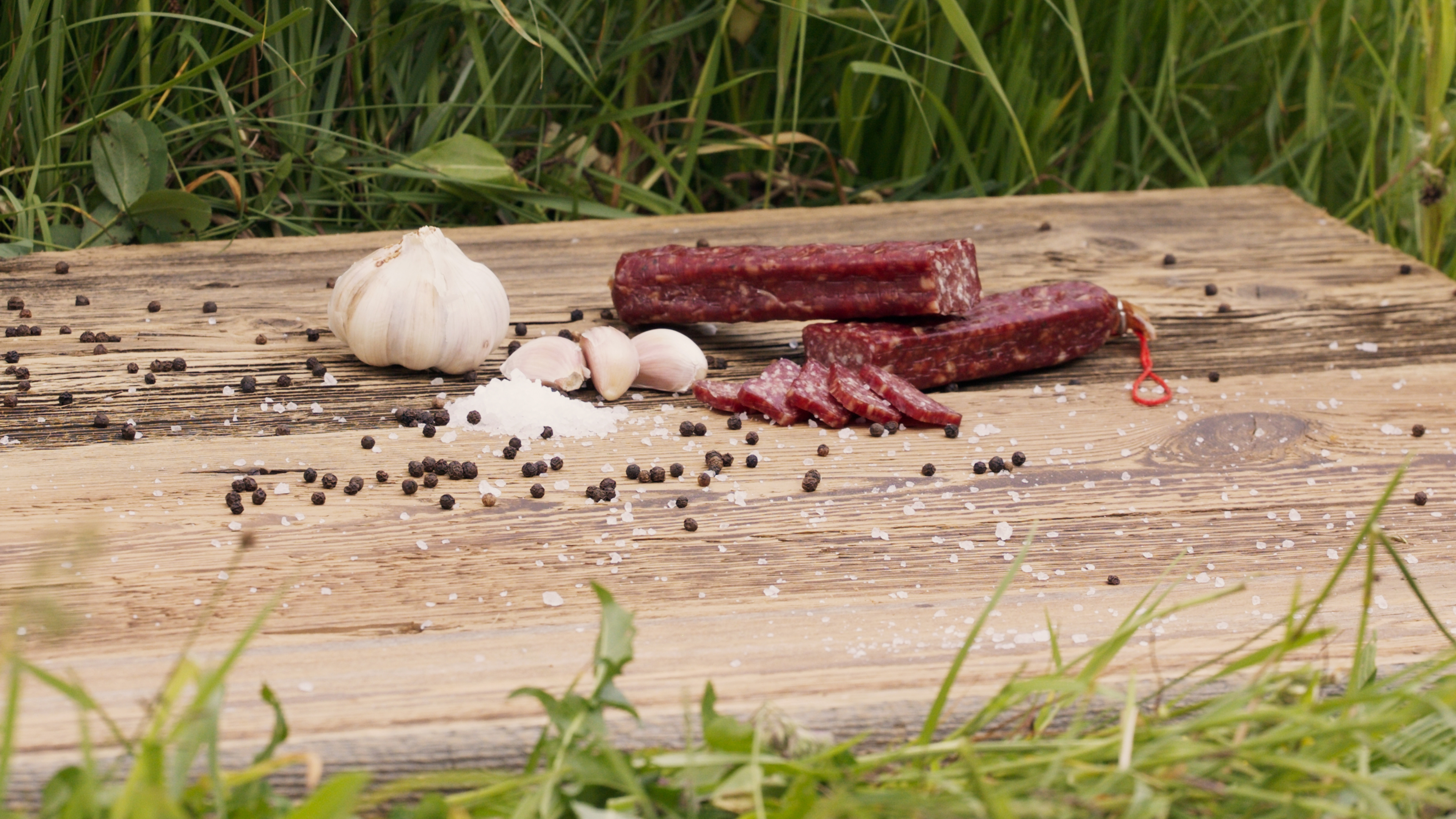
LAppenzeller Pantli

- Appenzeller Pantli (IGP): noto anche come Appenzeller Landjäger, è una salsiccia cruda affumicata ed essiccata a base di muscolo di manzo, di maiale e lardo e insaporita con aglio e pepe. La salsiccia è lunga dai 30 ai 50 centimetri e pesa dagli 80 ai 400 grammi.[137][138]

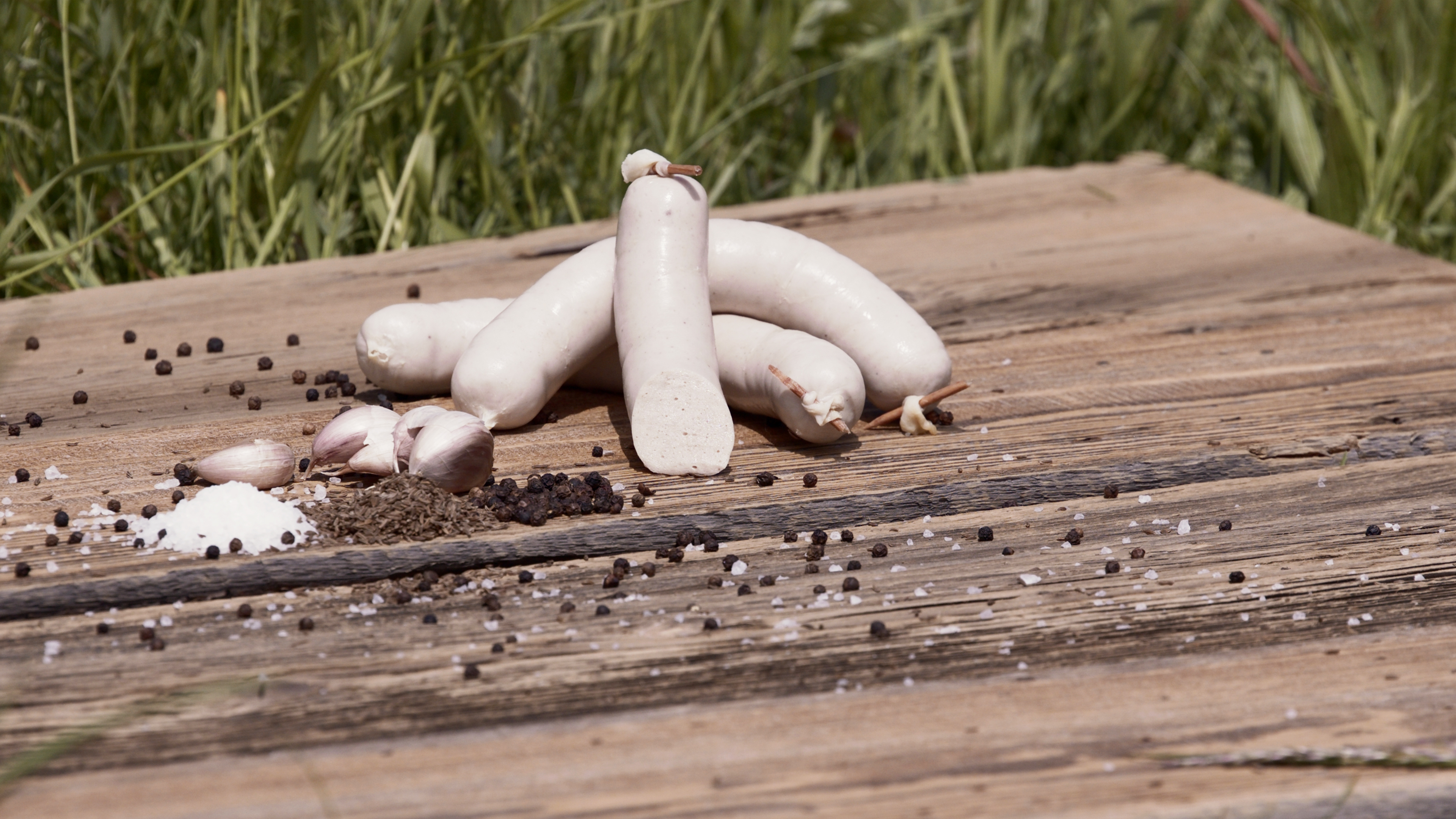
LAppenzeller Siedwurst

- Appenzeller Siedwurst (IGP): salsiccia bianca bollita di manzo e maiale, e a volte anche di vitello. È insaporita principalmente con cumino, ma anche con aglio, pepe, sale e cipolle.[139][140]
- Schwinigi Stückli: carne affumicata a forma di cotoletta proveniente dal collo del maiale, incluso il grasso e le ossa. Insaporito con sale, erbe e aglio.[141]
- St. Galler Bratwurst (IGP): noto anche come Olma-Bratwurst, è una salsiccia bianca di maiale, vitello e latte, e insaporita con sale, pepe, macis e altre spezie. Sebbene tipica di San Gallo, è prodotta anche in Appenzello.[142]

### Formaggi

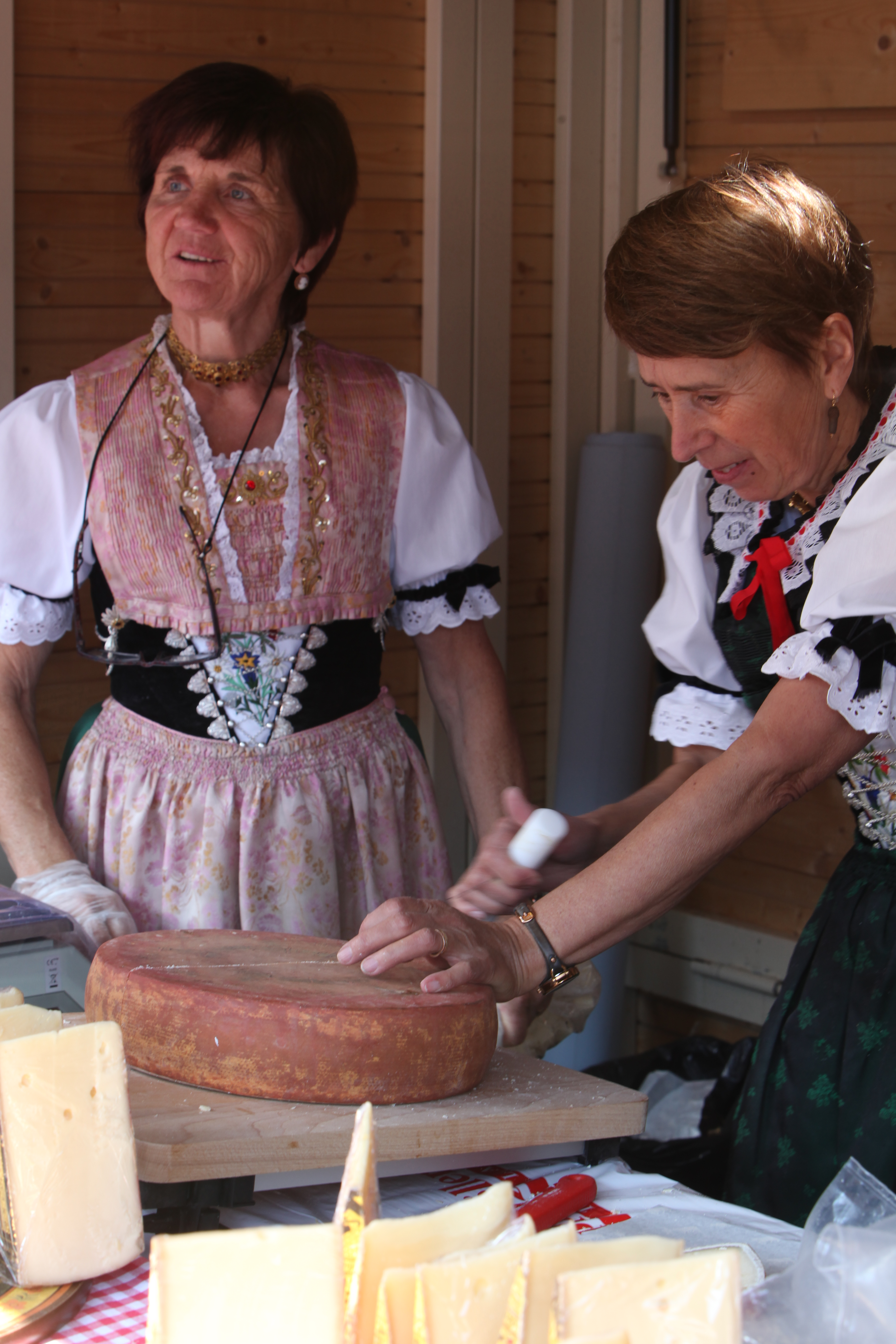
Taglio del formaggio Appenzeller

- Appenzeller: formaggio aromatico a pasta semidura, la cui maturazione va dai tre ai sei mesi. È insaporito da una miscela di sale, vino, lievito ed erbe.[143]
- Mutschli: piccolo formaggio semiduro alpino, solitamente di latte vaccino e spesso aromatizzato con aglio, pepe e altre spezie o erbe. Viene prodotto in molti cantoni svizzeri.[144]
- Schlipfechäs o Schlipferchäs: formaggio fresco privo di crosta, immerso a fette sottili in acqua salata prima del consumo. Viene prodotto per il mercato locale.[145]
- Schwägalpkäse: formaggio semiduro di latte vaccino termizzato, prodotto principalmente presso il passo del Schwägalp durante la stagione alpina. Il tempo di maturazione è di circa due o tre mesi.[146]

### Pane
- Pane dell'Appenzello: tipo di pane rotondo e alto originario di San Gallo, ma prodotto anche in Appenzello e Turgovia.[147]

### Dolci

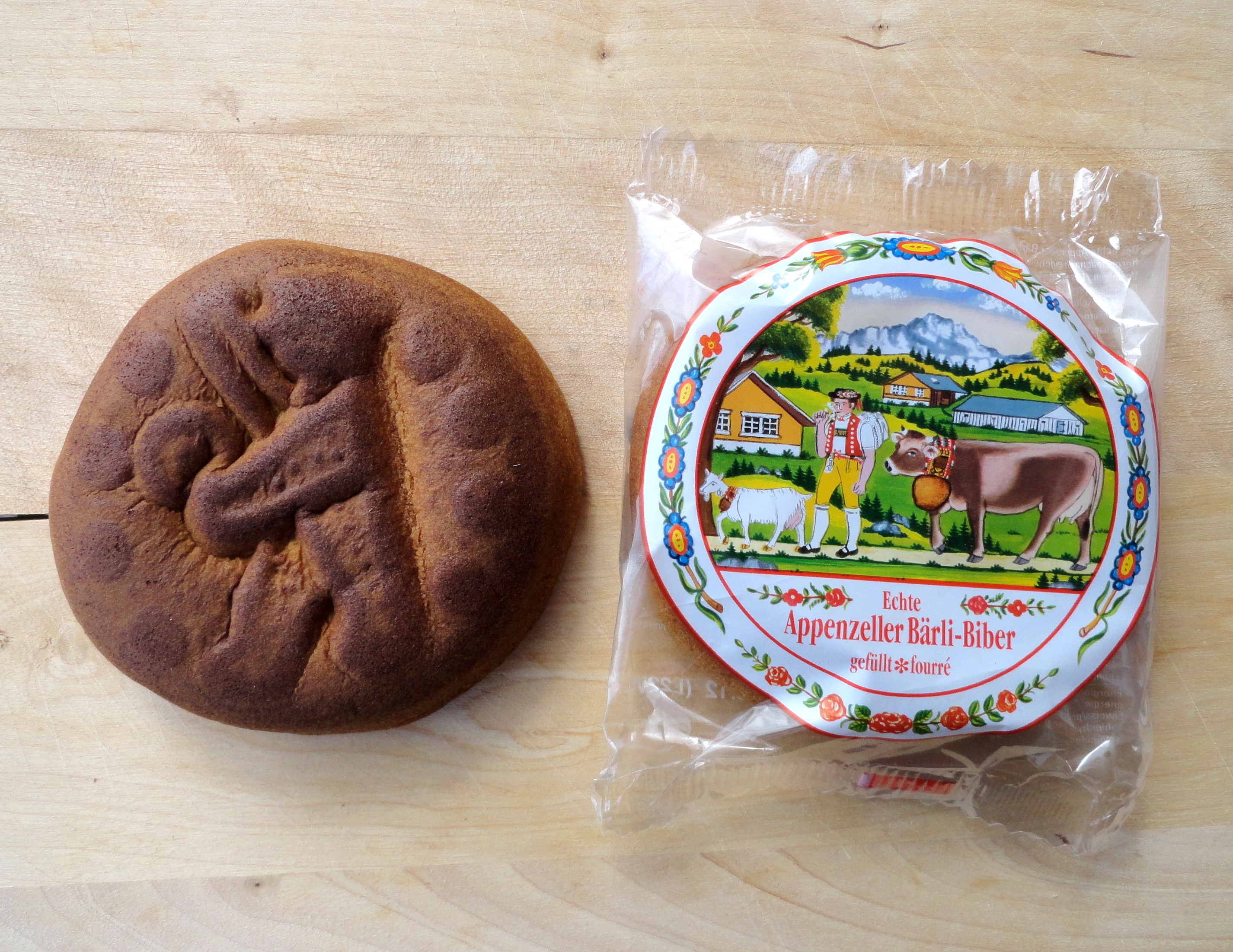
Un Appenzeller Biberli

- Appenzeller Biber: biscotto di pan di zenzero al miele riempito di pasta di mandorle e decorato alla superficie. La versione più piccola è nota come Biberli.[148]
- Appenzeller Biberfladen: biscotto di pan di zenzero rotondo e piatto che, a differenza del Biber, non ha ripieno.[149]
- Hosenknöpfe ("bottoni dei pantaloni"): piccoli dolcetti secchi rotondi e duri a base di uova, zucchero, farina e olio di bergamotto. Hanno circa un centimetro di diametro.[150]
- Leckerli: tipo di pan di zenzero piatto di colore marrone chiaro. In Appenzello Esterno questo dolce è tipico del carnevale, ed è presente anche nella versione Bacheschnette, ossia fritto in pastella e cosparso di zucchero alla cannella.[151]

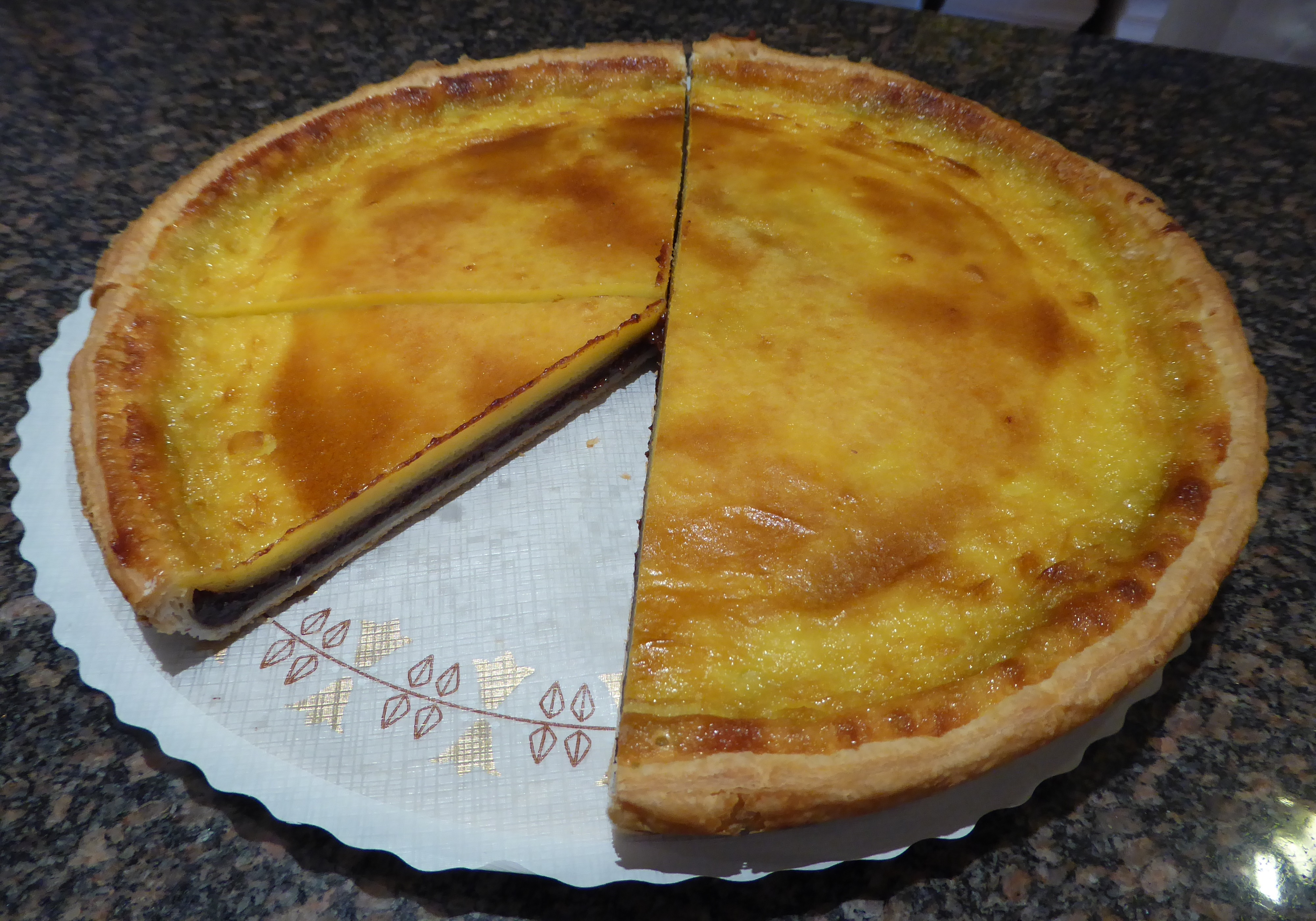
La Schlorzifladen

- Schlorzifladen: torta con ripieno di purea di pere essiccate e crema.[152]
- Zimtfladen: torta alla cannella rotonda prodotta in Appenzello e San Gallo.[153]
- Appenzeller Nidelzeltli: caramelle dure prodotte a Herisau a base di una miscela di latte condensato, zucchero e panna.[154]

### Bevande
- Alpenbitter: amaro scuro a base di erbe con una gradazione alcolica di circa il 30%. La varietà più nota proviene da Appenzello, in Appenzello Interno, ma viene prodotto anche in Appenzello Esterno.[155]